# Copa Simón Bolívar 2023 (Bolivia)
La Copa Simón Bolívar 2023 fue la 35.ª edición de los campeonatos de ascenso del fútbol boliviano. El torneo inicio el 13 de mayo y finalizó el 10 de diciembre. Esta edición del torneo tuvo la novedad de la ampliación de los equipos participantes, ampliándose de 36 a 45, incluyéndose a los cuartos lugares de las categorías máximas de las asociaciones departamentales (finalmente participaron 40 equipos).
Asimismo en ese mismo consejo se postergó el inicio del torneo una semana después.

## Información del torneo

### Montos de premiación
Con la venta de los derechos de televisación del torneo, la FBF definió la repartición de premios económicos en la misma cantidad que la temporada 2020: 
1.000 dólares para los equipos en la primera y segunda fases; 2.000 para los que consigan avanzar a la tercera, cuartos de final, semifinales y finales. El campeón y subcampeón obtendrán 10.000 dólares en total.

### Sistema de torneo
La modalidad del sistema del torneo se mantiene al de la temporada 2022, con la única variación de la distribución de periodos en cada fase.
| Fase                   | Ronda            | Fecha de sorteo                              | Fecha de inicio   | Fecha de fin       |
| ---------------------- | ---------------- | -------------------------------------------- | ----------------- | ------------------ |
| Fase 1 - Departamental | Fechas 1 al 10   | No aplica. Solo sorteos internos de fixture. | 13 de mayo        | 16 de julio        |
| Fase 2                 | Fechas 1 al 6    | 18 de agosto                                 | 26 - 27 de agosto | 28 - 29 de octubre |
| Eliminatoria           | Octavos de final | 29 de octubre                                | 3 de noviembre    | 12 de noviembre    |
| Eliminatoria           | Cuartos de final | 29 de octubre                                | 17 de noviembre   | 26 de noviembre    |
| Eliminatoria           | Semifinales      | 29 de octubre                                | 30 de noviembre   | 3 de diciembre     |
| Eliminatoria           | Final            | 29 de octubre                                | 7 de diciembre    | 10 de diciembre    |

### Jugador categoría Sub-20
El Consejo de la División Profesional aprobó la inclusión obligatoria de un jugador de la categoría sub-20 durante 90 minutos.

### Jugadores categoría Sub-28
Edad máxima de 28 años en todos los planteles, se pueden tener un máximo de 3 jugadores mayores de 28 años.

### Jugadores extranjeros
Cada equipo pudo incluir dentro de su lista un máximo de seis jugadores extranjeros, permitiéndose un máximo de 4 jugadores extranjeros simultáneos en cancha. Los jugadores extranjeros que posean nacionalidad boliviana, pueden ser inscritos como jugadores bolivianos, pero en el terreno de juego cuentan como extranjeros. Los jugadores extranjeros que tengan uno o los dos padres bolivianos, son bolivianos en las listas y en el terreno de juego. Durante el período de fichajes los equipos pueden tener más de 6 jugadores extranjeros en sus filas siempre y cuando el jugador no esté inscrito reglamentariamente.

## Participantes

### Distribución geográfica de los clubes
En cursiva y negrita, los representantes respectivos de las ligas interprovinciales del departamento en cuestión.
| Departamento              | Club (y Condición)                                                                             |
| ------------------------- | ---------------------------------------------------------------------------------------------- |
| Beni (ABF) 5 cupos        | Universitario de Beni Subcampeón del Torneo ABF 2022                                           |
| Beni (ABF) 5 cupos        | Alianza Beni F. C. Tercer lugar del Torneo ABF 2022                                            |
| Beni (ABF) 5 cupos        | San Lorenzo F.C. Cuarto Lugar del Torneo ABF 2022                                              |
| Beni (ABF) 5 cupos        | Club Deportivo Los Almendros Campeón interprovincial 2023 - Beni                               |
| Chuquisaca (ACHF) 5 cupos | Fancesa Campeón del Torneo ACHF 2023                                                           |
| Chuquisaca (ACHF) 5 cupos | Deportivo Alemán Subcampeón del Torneo ACHF 2023                                               |
| Chuquisaca (ACHF) 5 cupos | Nacional Sucre Tercer lugar del Torneo ACHF 2023                                               |
| Chuquisaca (ACHF) 5 cupos | Atlético Sucre Cuarto lugar del Torneo ACHF 2023                                               |
| Chuquisaca (ACHF) 5 cupos | Independiente Recreo Campeón interprovincial 2023 - Chuquisaca                                 |
| Cochabamba (AFC) 5 cupos  | San Antonio Bulo Bulo Campeón del Torneo AFC 2022                                              |
| Cochabamba (AFC) 5 cupos  | Enrique Happ del Trópico Subcampeón del Torneo AFC 2022                                        |
| Cochabamba (AFC) 5 cupos  | Pasión Celeste Tercer lugar del Torneo AFC 2022                                                |
| Cochabamba (AFC) 5 cupos  | Israel University Cuarto lugar del Torneo AFC 2022                                             |
| Cochabamba (AFC) 5 cupos  | Real Mizque Campeón interprovincial 2023 - Cochabamba                                          |
| La Paz (AFLP) 5 cupos     | Deportivo FATIC Campeón del Torneo AFLP 2022                                                   |
| La Paz (AFLP) 5 cupos     | ABB Subcampeón del Torneo AFLP 2022                                                            |
| La Paz (AFLP) 5 cupos     | Chaco Petrolero Tercer lugar del Torneo AFLP 2022                                              |
| La Paz (AFLP) 5 cupos     | Hiska Nacional Cuarto lugar del Torneo AFLP 2022                                               |
| La Paz (AFLP) 5 cupos     | Huayna Potosí Palcoco Campeón interprovincial 2022/23 - La Paz                                 |
| Oruro (AFO) 5 cupos       | Empresa Minera Huanuni Campeón del Torneo AFO Adecuación 2023                                  |
| Oruro (AFO) 5 cupos       | Totora Real Oruro Subcampeón del Torneo AFO Adecuación 2023                                    |
| Oruro (AFO) 5 cupos       | SUR-CAR Tercer lugar del Torneo AFO Adecuación 2023                                            |
| Oruro (AFO) 5 cupos       | Gualberto Villarroel Cuarto lugar del Torneo AFO Adecuación 2023                               |
| Oruro (AFO) 5 cupos       | Cooperativa Minera Poopó Campeón interprovincial 2023 - Oruro                                  |
| Pando (APF) 3 cupos       | Moto Club Campeón del Torneo APF 2023                                                          |
| Pando (APF) 3 cupos       | Real Mapajo Subcampeón del Torneo APF 2023                                                     |
| Pando (APF) 3 cupos       | Universitario de Pando Tercer lugar del Torneo APF 2023                                        |
| Potosí (AFP) 5 cupos      | Stormers San Lorenzo Campeón del Torneo Adecuación AFP 2023                                    |
| Potosí (AFP) 5 cupos      | Real Potosí Subcampeón del Torneo Adecuación AFP 2023                                          |
| Potosí (AFP) 5 cupos      | Rosario Central Tercer lugar del Torneo Adecuación AFP 2023                                    |
| Potosí (AFP) 5 cupos      | Huracán de Tupiza Campeón interprovincial 2023 - Potosí                                        |
| Santa Cruz (ACF) 5 cupos  | Torre Fuerte Campeón de la primera rueda del Torneo ACF 2022                                   |
| Santa Cruz (ACF) 5 cupos  | Ciudad Nueva Santa Cruz Vencedor del cuadrangular Torneo ACF 2022                              |
| Santa Cruz (ACF) 5 cupos  | Club Deportivo 24 de Septiembre Segundo lugar del cuadrangular proveniente del Torneo ACF 2022 |
| Santa Cruz (ACF) 5 cupos  | Universidad Tercer lugar del cuadrangular proveniente del Torneo ACF 2022                      |
| Santa Cruz (ACF) 5 cupos  | River 66 Campeón interprovincial 2023 - Santa Cruz                                             |
| Tarija (ATF) 5 cupos      | Atlético Bermejo Campeón del Torneo ATF 2022                                                   |
| Tarija (ATF) 5 cupos      | García Agreda Subcampeón del Torneo ATF 2022                                                   |
| Tarija (ATF) 5 cupos      | Municipal Tercer lugar del Torneo ATF 2022                                                     |
| Tarija (ATF) 5 cupos      | Ciclón Cuarto lugar del Torneo ATF 2022                                                        |
| Tarija (ATF) 5 cupos      | Municipalidad de Yacuiba Campeón interprovincial 2023 - Tarija                                 |

### Información de los clubes
En cursiva, los equipos debutantes en la competición.
| Club                                     | Ciudad                            | Entrenador              | Estadio                                       | Capacidad   | Patrocinador                                         |
| ---------------------------------------- | --------------------------------- | ----------------------- | --------------------------------------------- | ----------- | ---------------------------------------------------- |
| 24 de Septiembre                         | Santa Cruz de la Sierra           |                         | Municipal Andrés Ibáñez                       | 3 000       |                                                      |
| A.B.B. (Academia del Balompié Boliviano) | La Paz                            | Luis Fernando Mollinedo | Complejo Calacoto                             | 2 000       | Jisa Sport                                           |
| Alianza Beni FC                          | Trinidad                          | Milton Rodríguez        | Lorgio "Yoyo" Zambrano                        | 5 000       | Sucursal Raquel                                      |
| Los Almendros                            | Riberalta                         | João Paulo Barros       | Enrique Giese                                 | 4 000       | Zoogen Modas Virginia                                |
| Atlético Bermejo                         | Bermejo                           | Luis Montellano         | Fabián Tintilay                               | 5 000       | IABSA Tacuarandí SRL                                 |
| Atlético Sucre                           | Sucre                             | Miguel Urdininea        | Olímpico Patria                               | 30 000      | Laboratorios Central Clínica MÉXICO SAN CRISTÓBAL    |
| Chaco Petrolero                          | El Alto                           | Ósmar Cruz              | Municipal de El Alto                          | 25 000      | Importaciones CAHELEMAR                              |
| Ciclón                                   | Tarija                            | Gerardo Reinoso         | IV Centenario                                 | 20 000      |                                                      |
| Ciudad Nueva Santa Cruz Academia FC      | Warnes                            | Cristian Farah          | Samuel Vaca Jiménez                           | 9 000       | Nueva Santa Cruz                                     |
| Cooperativa Minera Poopó                 | Bandera del Departamento de Oruro | Raúl Ramírez            |                                               |             | Redif                                                |
| Deportivo Alemán                         | Villa Serrano                     | Mauricio Candia         | Morro San Pedro                               | 1 000       | Sauna Deutsche Cerveza Sureña CESSA UTB              |
| Deportivo Municipal                      | Tarija                            | Juan Maraude            | IV Centenario                                 | 20 000      | Gobierno Autónomo Municipal de Tarija                |
| Empresa Minera Huanuni                   | Huanuni                           | Luis Miguel Vargas      | Manuel Flores                                 | 10 000      | Gobierno Municipal de Huanuni                        |
| Enrique Happ del Trópico                 | Entre Ríos                        | Bandera de ?            | Carlos Villegas                               | 17 000      | Representaciones Llave                               |
| Fancesa                                  | Sucre                             | Carlos Carata           | Olímpico Patria                               | 30 000      | Cemento Fancesa                                      |
| Deportivo FATIC                          | El Alto                           | José Enrique Peña       | Municipal de El Alto                          | 25 000      | Terrenos San Francisco                               |
| García Agreda                            | Tarija                            | Claudio Marrupe         | IV Centenario                                 | 20 000      | Singani Los Parrales Tarija TV Texaco                |
| Gualberto Villarroel                     | Oruro                             | Eduardo Villegas        | Jesús Bermúdez                                | 33 000      | Paceña 4Life Grains                                  |
| Hiska Nacional                           | La Paz                            |                         | Complejo Calacoto                             | 2 000       |                                                      |
| Huayna Potosí Palcoco                    | Pucarani (Palcoco)                |                         | Familia Lazo de Pucarani Cancha Huayna Potosí | 5 000 1 000 | Paceña                                               |
| Huracán de Tupiza                        | Tupiza                            |                         | Victor Agustin Ugarte                         | 2 000       | Textil Jaguar                                        |
| Independiente de Camargo                 | Camargo                           |                         | Rev. Luis López                               | 6 000       | Bodegas YOKICH Max Filter                            |
| Israel University                        | Cochabamba                        |                         | Complejo Olympia                              | 2 000       |                                                      |
| Municipalidad de Yacuiba                 | Yacuiba                           |                         | Provincial Ovidio Messa                       | 17 000      | Gobierno Municipal de Yacuiba                        |
| Nacional Sucre                           | Sucre                             | Jorge Jiménez           | Olímpico Patria                               | 30 000      | Hotel Resort Salquis                                 |
| Pasión Celeste                           | Cochabamba                        | Sergio Zeballos         | Complejo Deportivo Aurora                     | 2 000       | Bandera de Bolivia                                   |
| Real Mapajo                              | Cobija                            |                         | Roberto Jordán Cuellar                        | 24 000      |                                                      |
| Real Mizque                              | Mizque                            |                         | Municipal de Aiquile                          | 7 500       | UTB                                                  |
| Totora Real Oruro                        | Oruro                             | Jhonny Serrudo          | Jesús Bermúdez                                | 33 000      | Estación de Servicio Azanaque SRL                    |
| Real Potosí                              | Potosí                            | Horacio Matuszyczk      | Víctor Agustín Ugarte                         | 32 105      |                                                      |
| River 66                                 | San Julián                        | Claudio Chacior         | Municipal Plurinacional de San Julián         | 15 000      | Green Agriculture Technology                         |
| Rosario Central                          | Llallagua                         |                         | Irineo Pimentel                               | 15 000      |                                                      |
| San Antonio Bulo Bulo                    | Entre Ríos                        | Julio Alberto Zamora    | Carlos Villegas                               | 17 000      | Centro de Eventos Las Palmeras                       |
| San Lorenzo FC                           | Trinidad                          | Marcelo Cirelli         | Lorgio "Yoyo" Zambrano                        | 5 000       | Agua Ideal                                           |
| Stormers San Lorenzo                     | Catavi                            | Cleibson Ferreira       | Serafín Ferreira                              | 7000        | Gobierno Municipal de Llallagua Viviendas Tecnohouse |
| SUR-CAR                                  | Oruro                             | Daniel Gómez            | Jesús Bermúdez                                | 33 000      | LG-MEC                                               |
| Torre Fuerte                             | Santa Cruz de la Sierra           | Wilson Escalante        | Municipal Villa 1.° de Mayo                   | 7 000       | Hnos. Mendoza                                        |
| Universidad Cruceña                      | Santa Cruz de la Sierra           | Joaquín Monasterio      | Universitario U.A.G.R.M.                      | 1 500       | Cooperativa Jesús Nazareno UTB                       |
| Universitario (UAP)                      | Cobija                            |                         | La Guarida del Jaguar                         | 8 000       |                                                      |
| Universitario del Beni                   | Trinidad                          | Christian Reynaldo      | Lorgio "Yoyo" Zambrano                        | 5 000       | Universidad Autónoma del Beni José Ballivián         |
| Actualizado el 27 de mayo de 2023        |                                   |                         |                                               |             |                                                      |

### Desistencias
- Deportivo Tiluchi: Quinto lugar de la temporada ABF 2022 clasificado en lugar del cuarto lugar debido al ascenso del club Libertad Gran Mamoré a la División Profesional en la edición anterior. El club no llegó a cumplir con la normativa del campeonato que exigía la posesión de una personería jurídica para la participación en esta edición.
- R.V.D San Lorenzo: Cuarto lugar del torneo APF Adecuación 2023. El club decidió no participar de esta edición por la falta de personería jurídica.
- Equipo Provincial de Pando, el campeonato interprovincial de Pando quedó nuevamente desierto, al no existir equipos ni tampoco alguna Liga Municipal que al menos esté afiliada a la AFP.
- Cuarto lugar de Potosí: El campeonato Adecuación 2023 dio inicio con solo la participación de tres clubes que si contaban con el pre-requisito de la personería jurídica dentro de la primera división "A" del departamento de Potosí. Finalmente, el cupo fue declarado desierto por la Asociación de Fútbol Potosí.
- Moto Club: Campeón del torneo APF Adecuación 2023. Al igual que San Lorenzo Real Vaca Diez, La Asociación Pandina de Fútbol pierde otro representante, debido por la falta de personería jurídica y aspectos económicos abandona la competencia, quedando solamente a Universitario de Pando y Real Mapajo en un partido de ida y vuelta.

## Primera fase
Clasificado a la segunda fase.
     Posible clasificado a la segunda fase como uno de los dos mejores terceros.

### Grupo 1 - Beni
| Equipo                 | Pts. | PJ | PG | PE | PP | GF | GC | DG |
| ---------------------- | ---- | -- | -- | -- | -- | -- | -- | -- |
| Universitario del Beni | 14   | 6  | 4  | 2  | 0  | 11 | 3  | +8 |
| San Lorenzo            | 9    | 6  | 2  | 3  | 1  | 6  | 8  | +2 |
| Alianza Beni           | 6    | 6  | 1  | 3  | 2  | 4  | 4  | 0  |
| Los Almendros          | 2    | 6  | 0  | 2  | 3  | 5  | 11 | -6 |

| \| Fecha \| Estadio (Ciudad) \| Local \| Resultado \| Visitante \| Hora \| \| ----------- \| ------------------------------- \| ---------------------- \| --------- \| ---------------------- \| ----- \| \| 13 de mayo \| Lorgio Yoyo Zambrano (Trinidad) \| San Lorenzo \| 1:1 \| Alianza Beni \| 16:00 \| \| 13 de mayo \| Lorgio Yoyo Zambrano (Trinidad) \| Universitario del Beni \| 3:1 \| Los Almendros \| 18:00 \| \| 27 de mayo \| Enrique Giese (Riberalta) \| Los Almendros \| 0:2 \| Alianza Beni \| 18:30 \| \| 31 de mayo \| Lorgio Yoyo Zambrano (Trinidad) \| Universitario del Beni \| 4:0 \| San Lorenzo \| 16:00 \| \| 3 de junio \| Lorgio Yoyo Zambrano (Trinidad) \| San Lorenzo \| 2:1 \| Los Almendros \| 14:00 \| \| 3 de junio \| Lorgio Yoyo Zambrano (Trinidad) \| Alianza Beni \| 0:1 \| Universitario del Beni \| 16:00 \| \| 17 de junio \| Enrique Giese (Riberalta) \| Los Almendros \| 2:2 \| Universitario del Beni \| 16:00 \| \| 18 de junio \| Lorgio Yoyo Zambrano (Trinidad) \| Alianza Beni \| 1:1 \| San Lorenzo \| 16:00 \| \| 2 de julio \| Lorgio Yoyo Zambrano (Trinidad) \| Alianza Beni \| 0:0 \| Los Almendros \| 14:00 \| \| 2 de julio \| Lorgio Yoyo Zambrano (Trinidad) \| San Lorenzo \| 0:0 \| Universitario del Beni \| 16:00 \| \| 16 de julio \| Enrique Giese (Riberalta) \| Los Almendros \| 1:2 \| San Lorenzo \| 16:00 \| \| 16 de julio \| Lorgio Yoyo Zambrano (Trinidad) \| Universitario del Beni \| 1:0 \| Alianza Beni \| 16:00 \| |                                 |                        |           |                        |       |
| Fecha | Estadio (Ciudad)                | Local                  | Resultado | Visitante              | Hora  |
| 13 de mayo | Lorgio Yoyo Zambrano (Trinidad) | San Lorenzo            | 1:1       | Alianza Beni           | 16:00 |
| 13 de mayo | Lorgio Yoyo Zambrano (Trinidad) | Universitario del Beni | 3:1       | Los Almendros          | 18:00 |
| 27 de mayo | Enrique Giese (Riberalta)       | Los Almendros          | 0:2       | Alianza Beni           | 18:30 |
| 31 de mayo | Lorgio Yoyo Zambrano (Trinidad) | Universitario del Beni | 4:0       | San Lorenzo            | 16:00 |
| 3 de junio | Lorgio Yoyo Zambrano (Trinidad) | San Lorenzo            | 2:1       | Los Almendros          | 14:00 |
| 3 de junio | Lorgio Yoyo Zambrano (Trinidad) | Alianza Beni           | 0:1       | Universitario del Beni | 16:00 |
| 17 de junio | Enrique Giese (Riberalta)       | Los Almendros          | 2:2       | Universitario del Beni | 16:00 |
| 18 de junio | Lorgio Yoyo Zambrano (Trinidad) | Alianza Beni           | 1:1       | San Lorenzo            | 16:00 |
| 2 de julio | Lorgio Yoyo Zambrano (Trinidad) | Alianza Beni           | 0:0       | Los Almendros          | 14:00 |
| 2 de julio | Lorgio Yoyo Zambrano (Trinidad) | San Lorenzo            | 0:0       | Universitario del Beni | 16:00 |
| 16 de julio | Enrique Giese (Riberalta)       | Los Almendros          | 1:2       | San Lorenzo            | 16:00 |
| 16 de julio | Lorgio Yoyo Zambrano (Trinidad) | Universitario del Beni | 1:0       | Alianza Beni           | 16:00 |

| Equipo / Fecha         | 01  | 02  | 03  | 04  | 05  | 06  |
| ---------------------- | --- | --- | --- | --- | --- | --- |
| Alianza Beni FC        | 2.° | 2.° | 3.° | 2.° | 2.° | 3.° |
| Los Almendros          | 4.° | 4.° | 4.° | 4.° | 4.° | 4.° |
| San Lorenzo del Beni   | 3.° | 3.° | 2.° | 3.° | 3.° | 2.° |
| Universitario del Beni | 1.° | 1.° | 1.° | 1.° | 1.° | 1.° |

### Grupo 2 - Chuquisaca
| Equipo                   | Pts. | PJ | PG | PE | PP | GF | GC | DG  |
| ------------------------ | ---- | -- | -- | -- | -- | -- | -- | --- |
| Fancesa                  | 18   | 8  | 6  | 3  | 0  | 19 | 4  | +15 |
| Nacional Sucre           | 13   | 8  | 3  | 4  | 1  | 12 | 9  | +3  |
| Deportivo Alemán         | 13   | 8  | 4  | 1  | 3  | 12 | 11 | +1  |
| Atlético Sucre           | 8    | 8  | 3  | 2  | 3  | 17 | 14 | -3  |
| Independiente de Camargo | 0    | 8  | 0  | 0  | 8  | 6  | 27 | -21 |

| \| Fecha \| Estadio (Ciudad) \| Local \| Resultado \| Visitante \| Hora \| \| ----------- \| ----------------------------------- \| -------------------- \| --------- \| -------------------- \| ----- \| \| 13 de mayo \| Olímpico Patria (Sucre) \| Nacional Sucre \| 1:3 \| Deportivo Alemán \| 13:00 \| \| 13 de mayo \| Olímpico Patria (Sucre) \| Fancesa \| 3:0 \| Atlético Sucre \| 14:45 \| \| 21 de mayo \| Morro San Pedro (Villa Serrano) \| Deportivo Alemán \| 3:0 \| Independiente Recreo \| 15:00 \| \| 21 de mayo \| Olímpico Patria (Sucre) \| Atlético Sucre \| 1:1 \| Nacional Sucre \| 15:30 \| \| 28 de mayo \| Rvdo. Luis López Martínez (Camargo) \| Independiente Recreo \| 1:2 \| Nacional Sucre \| 15:00 \| \| 28 de mayo \| Olímpico Patria (Sucre) \| Fancesa \| 1:1 \| Deportivo Alemán \| 15:30 \| \| 11 de junio \| Olímpico Patria (Sucre) \| Nacional Sucre \| 1:1 \| Fancesa \| 13:30 \| \| 11 de junio \| Olímpico Patria (Sucre) \| Atlético Sucre \| 6:2 \| Independiente Recreo \| 15:15 \| \| 18 de junio \| Rvdo. Luis López Martínez (Camargo) \| Independiente Recreo \| 0:2 \| Fancesa \| 15:00 \| \| 18 de junio \| Morro San Pedro (Villa Serrano) \| Deportivo Alemán \| 3:0 \| Atlético Sucre \| 15:45 \| \| 25 de junio \| Olímpico Patria (Sucre) \| Atlético Sucre \| 1:2 \| Fancesa \| 15:30 \| \| 25 de junio \| Morro San Pedro (Villa Serrano) \| Deportivo Alemán \| 0:1 \| Nacional Sucre \| 15:45 \| \| 2 de julio \| Rvdo. Luis López Martínez (Camargo) \| Independiente Recreo \| 0:1 \| Deportivo Alemán \| 15:00 \| \| 2 de julio \| Olímpico Patria (Sucre) \| Atlético Sucre \| 1:1 \| Nacional Sucre \| 15:30 \| \| 8 de julio \| Olímpico Patria (Sucre) \| Deportivo Alemán \| 0:3 \| Fancesa \| 12:00 \| \| 8 de julio \| Olímpico Patria (Sucre) \| Nacional Sucre \| 4:1 \| Independiente Recreo \| 15:30 \| \| 12 de julio \| Olímpico Patria (Sucre) \| Fancesa \| 1:1 \| Nacional Sucre \| 15:30 \| \| 12 de julio \| Rvdo. Luis López Martínez (Camargo) \| Independiente Recreo \| 2:3 \| Atlético Sucre \| 19:00 \| \| 15 de julio \| Olímpico Patria (Sucre) \| Fancesa \| 6:0 \| Independiente Recreo \| 15:30 \| \| 16 de julio \| Olímpico Patria (Sucre) \| Atlético Sucre \| 5:1 \| Deportivo Alemán \| 15:30 \| |                                     |                      |           |                      |       |
| Fecha | Estadio (Ciudad)                    | Local                | Resultado | Visitante            | Hora  |
| 13 de mayo | Olímpico Patria (Sucre)             | Nacional Sucre       | 1:3       | Deportivo Alemán     | 13:00 |
| 13 de mayo | Olímpico Patria (Sucre)             | Fancesa              | 3:0       | Atlético Sucre       | 14:45 |
| 21 de mayo | Morro San Pedro (Villa Serrano)     | Deportivo Alemán     | 3:0       | Independiente Recreo | 15:00 |
| 21 de mayo | Olímpico Patria (Sucre)             | Atlético Sucre       | 1:1       | Nacional Sucre       | 15:30 |
| 28 de mayo | Rvdo. Luis López Martínez (Camargo) | Independiente Recreo | 1:2       | Nacional Sucre       | 15:00 |
| 28 de mayo | Olímpico Patria (Sucre)             | Fancesa              | 1:1       | Deportivo Alemán     | 15:30 |
| 11 de junio | Olímpico Patria (Sucre)             | Nacional Sucre       | 1:1       | Fancesa              | 13:30 |
| 11 de junio | Olímpico Patria (Sucre)             | Atlético Sucre       | 6:2       | Independiente Recreo | 15:15 |
| 18 de junio | Rvdo. Luis López Martínez (Camargo) | Independiente Recreo | 0:2       | Fancesa              | 15:00 |
| 18 de junio | Morro San Pedro (Villa Serrano)     | Deportivo Alemán     | 3:0       | Atlético Sucre       | 15:45 |
| 25 de junio | Olímpico Patria (Sucre)             | Atlético Sucre       | 1:2       | Fancesa              | 15:30 |
| 25 de junio | Morro San Pedro (Villa Serrano)     | Deportivo Alemán     | 0:1       | Nacional Sucre       | 15:45 |
| 2 de julio | Rvdo. Luis López Martínez (Camargo) | Independiente Recreo | 0:1       | Deportivo Alemán     | 15:00 |
| 2 de julio | Olímpico Patria (Sucre)             | Atlético Sucre       | 1:1       | Nacional Sucre       | 15:30 |
| 8 de julio | Olímpico Patria (Sucre)             | Deportivo Alemán     | 0:3       | Fancesa              | 12:00 |
| 8 de julio | Olímpico Patria (Sucre)             | Nacional Sucre       | 4:1       | Independiente Recreo | 15:30 |
| 12 de julio | Olímpico Patria (Sucre)             | Fancesa              | 1:1       | Nacional Sucre       | 15:30 |
| 12 de julio | Rvdo. Luis López Martínez (Camargo) | Independiente Recreo | 2:3       | Atlético Sucre       | 19:00 |
| 15 de julio | Olímpico Patria (Sucre)             | Fancesa              | 6:0       | Independiente Recreo | 15:30 |
| 16 de julio | Olímpico Patria (Sucre)             | Atlético Sucre       | 5:1       | Deportivo Alemán     | 15:30 |

| Evolución de las posiciones (Equipo / Fecha) | 1 | 2 | 3 | 4 | 5 | 6 | 7 | 8 | 9 | 10 |
| -------------------------------------------- | - | - | - | - | - | - | - | - | - | -- |
| Atlético Sucre                               | 5 | 4 | 4 | 4 | 4 | 4 | 4 | 4 | 4 | 4  |
| Deportivo Alemán                             | 2 | 1 | 1 | 1 | 1 | 2 | 1 | 2 | 2 | 3  |
| Fancesa                                      | 1 | 2 | 2 | 2 | 2 | 1 | 2 | 1 | 1 | 1  |
| Independiente de Camargo                     | 3 | 5 | 5 | 5 | 5 | 5 | 5 | 5 | 5 | 5  |
| Nacional Sucre                               | 4 | 3 | 3 | 3 | 3 | 3 | 3 | 3 | 3 | 2  |

### Grupo 3 - Cochabamba
| Equipo                   | Pts. | PJ | PG | PE | PP | GF | GC | DG  |
| ------------------------ | ---- | -- | -- | -- | -- | -- | -- | --- |
| San Antonio Bulo Bulo    | 17   | 8  | 5  | 2  | 1  | 17 | 5  | +12 |
| Pasión Celeste           | 13   | 8  | 2  | 4  | 1  | 12 | 7  | +5  |
| Real Mizque              | 13   | 8  | 3  | 4  | 1  | 8  | 7  | +1  |
| Enrique Happ del Trópico | 10   | 8  | 2  | 4  | 2  | 12 | 7  | -5  |
| Israel University        | 0    | 8  | 0  | 0  | 8  | 4  | 27 | -23 |

| \| Fecha \| Estadio (Ciudad) \| Local \| Resultado \| Visitante \| Hora \| \| ----------- \| -------------------------------------- \| ------------------------ \| --------- \| ------------------------ \| ----- \| \| 14 de mayo \| Complejo Deportivo Aurora (Cochabamba) \| Pasión Celeste \| 2:0 \| Israel University \| 13:00 \| \| 14 de mayo \| Estadio Municipal (Arbieto) \| Real Mizque \| 0:4 \| San Antonio Bulo Bulo \| 15:00 \| \| 21 de mayo \| Dr. Carlos Villegas (Entre Ríos) \| Enrique Happ del Trópico \| 2:2 \| Pasión Celeste \| 13:00 \| \| 21 de mayo \| Samancha Urabi (Colcapirhua) \| Israel University \| 1:4 \| Real Mizque \| 15:00 \| \| 28 de mayo \| Samancha Urabi (Colcapirhua) \| Real Mizque \| 1:0 \| Enrique Happ del Trópico \| 15:00 \| \| 28 de mayo \| Dr. Carlos Villegas (Entre Ríos) \| San Antonio Bulo Bulo \| 3:1 \| Israel University \| 15:00 \| \| 4 de junio \| Complejo Deportivo Aurora (Cochabamba) \| Pasión Celeste \| 0:0 \| Real Mizque \| 10:00 \| \| 4 de junio \| Dr. Carlos Villegas (Entre Ríos) \| Enrique Happ del Trópico \| 0:0 \| San Antonio Bulo Bulo \| 15:00 \| \| 11 de junio \| Samancha Urabi (Colcapirhua) \| Israel University \| 1:2 \| Enrique Happ del Trópico \| 15:00 \| \| 11 de junio \| Dr. Carlos Villegas (Entre Ríos) \| San Antonio Bulo Bulo \| 1:0 \| Pasión Celeste \| 15:00 \| \| 18 de junio \| Complejo Deportivo Aurora (Cochabamba) \| Israel University \| 0:3 \| Pasión Celeste \| 15:00 \| \| 18 de junio \| Dr. Carlos Villegas (Entre Ríos) \| San Antonio Bulo Bulo \| 0:0 \| Real Mizque \| 15:00 \| \| 25 de junio \| Bicentenario (Aiquile) \| Real Mizque \| 1:0 \| Israel University \| 10:00 \| \| 25 de junio \| Complejo Deportivo Aurora (Cochabamba) \| Pasión Celeste \| 1:1 \| Enrique Happ del Trópico \| 15:00 \| \| 2 de julio \| Municipal (Quillacollo) \| Israel University \| 1:6 \| San Antonio Bulo Bulo \| 15:00 \| \| 2 de julio \| Dr. Carlos Villegas (Entre Ríos) \| Enrique Happ del Trópico \| 0:0 \| Real Mizque \| 15:00 \| \| 9 de julio \| Bicentenario (Aiquile) \| Real Mizque \| 2:2 \| Pasión Celeste \| 15:00 \| \| 9 de julio \| Dr. Carlos Villegas (Entre Ríos) \| San Antonio Bulo Bulo \| 2:1 \| Enrique Happ del Trópico \| 15:00 \| \| 16 de julio \| Dr. Carlos Villegas (Entre Ríos) \| Enrique Happ del Trópico \| 6:0 \| Israel University \| 15:00 \| \| 16 de julio \| Complejo Deportivo Aurora (Cochabamba) \| Pasión Celeste \| 2:1 \| San Antonio Bulo Bulo \| 15:00 \| |                                        |                          |           |                          |       |
| Fecha | Estadio (Ciudad)                       | Local                    | Resultado | Visitante                | Hora  |
| 14 de mayo | Complejo Deportivo Aurora (Cochabamba) | Pasión Celeste           | 2:0       | Israel University        | 13:00 |
| 14 de mayo | Estadio Municipal (Arbieto)            | Real Mizque              | 0:4       | San Antonio Bulo Bulo    | 15:00 |
| 21 de mayo | Dr. Carlos Villegas (Entre Ríos)       | Enrique Happ del Trópico | 2:2       | Pasión Celeste           | 13:00 |
| 21 de mayo | Samancha Urabi (Colcapirhua)           | Israel University        | 1:4       | Real Mizque              | 15:00 |
| 28 de mayo | Samancha Urabi (Colcapirhua)           | Real Mizque              | 1:0       | Enrique Happ del Trópico | 15:00 |
| 28 de mayo | Dr. Carlos Villegas (Entre Ríos)       | San Antonio Bulo Bulo    | 3:1       | Israel University        | 15:00 |
| 4 de junio | Complejo Deportivo Aurora (Cochabamba) | Pasión Celeste           | 0:0       | Real Mizque              | 10:00 |
| 4 de junio | Dr. Carlos Villegas (Entre Ríos)       | Enrique Happ del Trópico | 0:0       | San Antonio Bulo Bulo    | 15:00 |
| 11 de junio | Samancha Urabi (Colcapirhua)           | Israel University        | 1:2       | Enrique Happ del Trópico | 15:00 |
| 11 de junio | Dr. Carlos Villegas (Entre Ríos)       | San Antonio Bulo Bulo    | 1:0       | Pasión Celeste           | 15:00 |
| 18 de junio | Complejo Deportivo Aurora (Cochabamba) | Israel University        | 0:3       | Pasión Celeste           | 15:00 |
| 18 de junio | Dr. Carlos Villegas (Entre Ríos)       | San Antonio Bulo Bulo    | 0:0       | Real Mizque              | 15:00 |
| 25 de junio | Bicentenario (Aiquile)                 | Real Mizque              | 1:0       | Israel University        | 10:00 |
| 25 de junio | Complejo Deportivo Aurora (Cochabamba) | Pasión Celeste           | 1:1       | Enrique Happ del Trópico | 15:00 |
| 2 de julio | Municipal (Quillacollo)                | Israel University        | 1:6       | San Antonio Bulo Bulo    | 15:00 |
| 2 de julio | Dr. Carlos Villegas (Entre Ríos)       | Enrique Happ del Trópico | 0:0       | Real Mizque              | 15:00 |
| 9 de julio | Bicentenario (Aiquile)                 | Real Mizque              | 2:2       | Pasión Celeste           | 15:00 |
| 9 de julio | Dr. Carlos Villegas (Entre Ríos)       | San Antonio Bulo Bulo    | 2:1       | Enrique Happ del Trópico | 15:00 |
| 16 de julio | Dr. Carlos Villegas (Entre Ríos)       | Enrique Happ del Trópico | 6:0       | Israel University        | 15:00 |
| 16 de julio | Complejo Deportivo Aurora (Cochabamba) | Pasión Celeste           | 2:1       | San Antonio Bulo Bulo    | 15:00 |

| Evolución de las posiciones (Equipo / Fecha) | 1 | 2 | 3 | 4 | 5 | 6 | 7 | 8 | 9 | 10 |
| -------------------------------------------- | - | - | - | - | - | - | - | - | - | -- |
| Enrique Happ del Trópico                     | 3 | 4 | 4 | 4 | 4 | 4 | 4 | 4 | 4 | 4  |
| Pasión Celeste                               | 2 | 1 | 3 | 3 | 3 | 2 | 3 | 3 | 3 | 2  |
| Real Mizque                                  | 5 | 3 | 2 | 2 | 2 | 3 | 2 | 2 | 2 | 3  |
| San Antonio Bulo Bulo                        | 1 | 2 | 1 | 1 | 1 | 1 | 1 | 1 | 1 | 1  |
| Israel University                            | 4 | 5 | 5 | 5 | 5 | 5 | 5 | 5 | 5 | 5  |

### Grupo 4 - La Paz
| Equipo                | Pts. | PJ | PG | PE | PP | GF | GC | DG  |
| --------------------- | ---- | -- | -- | -- | -- | -- | -- | --- |
| FATIC                 | 18   | 8  | 5  | 3  | 0  | 24 | 7  | +17 |
| A. B. B.              | 12   | 8  | 3  | 3  | 2  | 24 | 9  | +15 |
| Hiska Nacional        | 12   | 8  | 3  | 4  | 2  | 13 | 10 | +3  |
| Chaco Petrolero       | 12   | 8  | 3  | 3  | 2  | 15 | 14 | +1  |
| Huayna Potosí Palcoco | 1    | 8  | 0  | 1  | 7  | 8  | 40 | -32 |

| \| Fecha \| Estadio (Ciudad) \| Local \| Resultado \| Visitante \| Hora \| \| ----------- \| ----------------------------- \| --------------------- \| --------- \| --------------------- \| ----- \| \| 21 de mayo \| Complejo Calacoto (La Paz) \| Hiska Nacional \| 1:1 \| A. B. B. \| 11:00 \| \| 21 de mayo \| Municipal (El Alto) \| Huayna Potosí Palcoco \| 1:4 \| FATIC \| 13:00 \| \| 27 de mayo \| Evo Morales (El Alto) \| Chaco Petrolero \| 2:2 \| Hiska Nacional \| 13:00 \| \| 28 de mayo \| Complejo Calacoto (La Paz) \| A. B. B. \| 2:2 \| FATIC \| 10:00 \| \| 3 de junio \| Evo Morales (El Alto) \| Chaco Petrolero \| 0:5 \| FATIC \| 15:00 \| \| 4 de junio \| Municipal (El Alto) \| Huayna Potosí Palcoco \| 1:7 \| A. B. B. \| 13:00 \| \| 10 de junio \| Evo Morales (El Alto) \| Chaco Petrolero \| 3:2 \| Huayna Potosí Palcoco \| 12:00 \| \| 11 de junio \| Complejo Calacoto (La Paz) \| Hiska Nacional \| 1:1 \| FATIC \| 11:00 \| \| 18 de junio \| Complejo Calacoto (La Paz) \| A. B. B. \| 0:0 \| Chaco Petrolero \| 10:00 \| \| 18 de junio \| Complejo Calacoto (La Paz) \| Hiska Nacional \| 2:0 \| Huayna Potosí Palcoco \| 12:30 \| \| 24 de junio \| Municipal (El Alto) \| FATIC \| 6:2 \| Huayna Potosí Palcoco \| 15:00 \| \| 25 de junio \| Complejo Calacoto (La Paz) \| A. B. B. \| 1:0 \| Hiska Nacional \| 11:00 \| \| 1 de julio \| Los Andes Cosmos 79 (El Alto) \| FATIC \| 2:0 \| A. B. B. \| 11:00 \| \| 2 de julio \| Complejo Calacoto (La Paz) \| Hiska Nacional \| 3:2 \| Chaco Petrolero \| 11:00 \| \| 8 de julio \| Los Andes Cosmos 79 (El Alto) \| FATIC \| 1:1 \| Chaco Petrolero \| 11:00 \| \| 9 de julio \| Complejo Calacoto (La Paz) \| A. B. B. \| 13:0 \| Huayna Potosí Palcoco \| 11:00 \| \| 12 de julio \| Los Andes Cosmos 79 (El Alto) \| FATIC \| 3:0 \| Hiska Nacional \| 15:00 \| \| 12 de julio \| Familia Lazo (Pucarani) \| Huayna Potosí Palcoco \| 1:4 \| Chaco Petrolero \| 15:00 \| \| 15 de julio \| Evo Morales (El Alto) \| Chaco Petrolero \| 3:0 \| A. B. B. \| 14:00 \| \| 15 de julio \| Familia Lazo (Pucarani) \| Huayna Potosí Palcoco \| 0:3 \| Hiska Nacional \| 15:00 \| |                               |                       |           |                       |       |
| Fecha | Estadio (Ciudad)              | Local                 | Resultado | Visitante             | Hora  |
| 21 de mayo | Complejo Calacoto (La Paz)    | Hiska Nacional        | 1:1       | A. B. B.              | 11:00 |
| 21 de mayo | Municipal (El Alto)           | Huayna Potosí Palcoco | 1:4       | FATIC                 | 13:00 |
| 27 de mayo | Evo Morales (El Alto)         | Chaco Petrolero       | 2:2       | Hiska Nacional        | 13:00 |
| 28 de mayo | Complejo Calacoto (La Paz)    | A. B. B.              | 2:2       | FATIC                 | 10:00 |
| 3 de junio | Evo Morales (El Alto)         | Chaco Petrolero       | 0:5       | FATIC                 | 15:00 |
| 4 de junio | Municipal (El Alto)           | Huayna Potosí Palcoco | 1:7       | A. B. B.              | 13:00 |
| 10 de junio | Evo Morales (El Alto)         | Chaco Petrolero       | 3:2       | Huayna Potosí Palcoco | 12:00 |
| 11 de junio | Complejo Calacoto (La Paz)    | Hiska Nacional        | 1:1       | FATIC                 | 11:00 |
| 18 de junio | Complejo Calacoto (La Paz)    | A. B. B.              | 0:0       | Chaco Petrolero       | 10:00 |
| 18 de junio | Complejo Calacoto (La Paz)    | Hiska Nacional        | 2:0       | Huayna Potosí Palcoco | 12:30 |
| 24 de junio | Municipal (El Alto)           | FATIC                 | 6:2       | Huayna Potosí Palcoco | 15:00 |
| 25 de junio | Complejo Calacoto (La Paz)    | A. B. B.              | 1:0       | Hiska Nacional        | 11:00 |
| 1 de julio | Los Andes Cosmos 79 (El Alto) | FATIC                 | 2:0       | A. B. B.              | 11:00 |
| 2 de julio | Complejo Calacoto (La Paz)    | Hiska Nacional        | 3:2       | Chaco Petrolero       | 11:00 |
| 8 de julio | Los Andes Cosmos 79 (El Alto) | FATIC                 | 1:1       | Chaco Petrolero       | 11:00 |
| 9 de julio | Complejo Calacoto (La Paz)    | A. B. B.              | 13:0      | Huayna Potosí Palcoco | 11:00 |
| 12 de julio | Los Andes Cosmos 79 (El Alto) | FATIC                 | 3:0       | Hiska Nacional        | 15:00 |
| 12 de julio | Familia Lazo (Pucarani)       | Huayna Potosí Palcoco | 1:4       | Chaco Petrolero       | 15:00 |
| 15 de julio | Evo Morales (El Alto)         | Chaco Petrolero       | 3:0       | A. B. B.              | 14:00 |
| 15 de julio | Familia Lazo (Pucarani)       | Huayna Potosí Palcoco | 0:3       | Hiska Nacional        | 15:00 |

| Evolución de las posiciones (Equipo / Fecha) | 1 | 2 | 3 | 4 | 5 | 6 | 7 | 8 | 9 | 10 |
| -------------------------------------------- | - | - | - | - | - | - | - | - | - | -- |
| A. B. B.                                     | 2 | 3 | 2 | 2 | 2 | 2 | 2 | 2 | 2 | 2  |
| Chaco Petrolero                              | 4 | 4 | 4 | 3 | 4 | 4 | 4 | 4 | 4 | 4  |
| Deportivo FATIC                              | 1 | 1 | 1 | 1 | 1 | 1 | 1 | 1 | 1 | 1  |
| Hiska Nacional                               | 3 | 2 | 3 | 4 | 3 | 3 | 3 | 3 | 3 | 3  |
| Huayna Potosí Palcoco                        | 5 | 5 | 5 | 5 | 5 | 5 | 5 | 5 | 5 | 5  |

### Grupo 5 - Oruro
| Equipo                   | Pts. | PJ | PG | PE | PP | GF | GC | DG  |
| ------------------------ | ---- | -- | -- | -- | -- | -- | -- | --- |
| G.V San José             | 20   | 8  | 6  | 2  | 0  | 23 | 7  | +16 |
| SUR-CAR                  | 13   | 8  | 4  | 1  | 3  | 17 | 15 | +2  |
| CDT Real Oruro           | 12   | 8  | 2  | 3  | 2  | 20 | 9  | +11 |
| Empresa Minera Huanuni   | 5    | 8  | 2  | 2  | 4  | 15 | 12 | -3  |
| Cooperativa Minera Poopó | 3    | 8  | 1  | 0  | 7  | 4  | 36 | -32 |

| \| Fecha \| Estadio (Ciudad) \| Local \| Resultado \| Visitante \| Hora \| \| ----------- \| ---------------------- \| ------------------------ \| --------- \| ------------------------ \| ----- \| \| 13 de mayo \| Jesús Bermúdez (Oruro) \| SUR-CAR \| 5:0 \| Cooperativa Minera Poopó \| 15:00 \| \| 14 de mayo \| Jesús Bermúdez (Oruro) \| Totora Real Oruro \| 1:1 \| Empresa Minera Huanuni \| 15:00 \| \| 20 de mayo \| Jesús Bermúdez (Oruro) \| SUR-CAR \| 0:2 \| Totora Real Oruro \| 15:00 \| \| 21 de mayo \| Jesús Bermúdez (Oruro) \| Gualberto Villarroel \| 7:0 \| Cooperativa Minera Poopó \| 15:00 \| \| 27 de mayo \| Jesús Bermúdez (Oruro) \| Totora Real Oruro \| 1:2 \| Gualberto Villarroel \| 15:00 \| \| 28 de mayo \| Jesús Bermúdez (Oruro) \| Empresa Minera Huanuni \| 3:4 \| SUR-CAR \| 15:00 \| \| 3 de junio \| Jesús Bermúdez (Oruro) \| Gualberto Villarroel \| 2:1 \| Empresa Minera Huanuni \| 15:00 \| \| 4 de junio \| Jesús Bermúdez (Oruro) \| Cooperativa Minera Poopó \| 0:8 \| Totora Real Oruro \| 15:00 \| \| 10 de junio \| Jesús Bermúdez (Oruro) \| Empresa Minera Huanuni \| 2:0 \| Cooperativa Minera Poopó \| 13:20 \| \| 10 de junio \| Jesús Bermúdez (Oruro) \| SUR-CAR \| 0:4 \| Gualberto Villarroel \| 15:30 \| \| 18 de junio \| Jesús Bermúdez (Oruro) \| Empresa Minera Huanuni \| 1:1 \| Totora Real Oruro \| 13:20 \| \| 18 de junio \| Jesús Bermúdez (Oruro) \| SUR-CAR \| 2:3 \| Cooperativa Minera Poopó \| 15:30 \| \| 24 de junio \| Jesús Bermúdez (Oruro) \| Cooperativa Minera Poopó \| 1:3 \| Gualberto Villarroel \| 15:00 \| \| 25 de junio \| Jesús Bermúdez (Oruro) \| Totora Real Oruro \| 2:4 \| SUR-CAR \| 15:00 \| \| 1 de julio \| Jesús Bermúdez (Oruro) \| SUR-CAR \| 1:0 \| Empresa Minera Huanuni \| 15:00 \| \| 2 de julio \| Jesús Bermúdez (Oruro) \| Gualberto Villarroel \| 1:1 \| Totora Real Oruro \| 15:00 \| \| 5 de julio \| Jesús Bermúdez (Oruro) \| Totora Real Oruro \| 4:0 \| Cooperativa Minera Poopó \| 13:20 \| \| 5 de julio \| Jesús Bermúdez (Oruro) \| Empresa Minera Huanuni \| 2:3 \| Gualberto Villarroel \| 15:30 \| \| 8 de julio \| Jesús Bermúdez (Oruro) \| Gualberto Villarroel \| 1:1 \| SUR-CAR \| 15:00 \| \| 9 de julio \| Jesús Bermúdez (Oruro) \| Cooperativa Minera Poopó \| 0:5 \| Empresa Minera Huanuni \| 15:00 \| |                        |                          |           |                          |       |
| Fecha | Estadio (Ciudad)       | Local                    | Resultado | Visitante                | Hora  |
| 13 de mayo | Jesús Bermúdez (Oruro) | SUR-CAR                  | 5:0       | Cooperativa Minera Poopó | 15:00 |
| 14 de mayo | Jesús Bermúdez (Oruro) | Totora Real Oruro        | 1:1       | Empresa Minera Huanuni   | 15:00 |
| 20 de mayo | Jesús Bermúdez (Oruro) | SUR-CAR                  | 0:2       | Totora Real Oruro        | 15:00 |
| 21 de mayo | Jesús Bermúdez (Oruro) | Gualberto Villarroel     | 7:0       | Cooperativa Minera Poopó | 15:00 |
| 27 de mayo | Jesús Bermúdez (Oruro) | Totora Real Oruro        | 1:2       | Gualberto Villarroel     | 15:00 |
| 28 de mayo | Jesús Bermúdez (Oruro) | Empresa Minera Huanuni   | 3:4       | SUR-CAR                  | 15:00 |
| 3 de junio | Jesús Bermúdez (Oruro) | Gualberto Villarroel     | 2:1       | Empresa Minera Huanuni   | 15:00 |
| 4 de junio | Jesús Bermúdez (Oruro) | Cooperativa Minera Poopó | 0:8       | Totora Real Oruro        | 15:00 |
| 10 de junio | Jesús Bermúdez (Oruro) | Empresa Minera Huanuni   | 2:0       | Cooperativa Minera Poopó | 13:20 |
| 10 de junio | Jesús Bermúdez (Oruro) | SUR-CAR                  | 0:4       | Gualberto Villarroel     | 15:30 |
| 18 de junio | Jesús Bermúdez (Oruro) | Empresa Minera Huanuni   | 1:1       | Totora Real Oruro        | 13:20 |
| 18 de junio | Jesús Bermúdez (Oruro) | SUR-CAR                  | 2:3       | Cooperativa Minera Poopó | 15:30 |
| 24 de junio | Jesús Bermúdez (Oruro) | Cooperativa Minera Poopó | 1:3       | Gualberto Villarroel     | 15:00 |
| 25 de junio | Jesús Bermúdez (Oruro) | Totora Real Oruro        | 2:4       | SUR-CAR                  | 15:00 |
| 1 de julio | Jesús Bermúdez (Oruro) | SUR-CAR                  | 1:0       | Empresa Minera Huanuni   | 15:00 |
| 2 de julio | Jesús Bermúdez (Oruro) | Gualberto Villarroel     | 1:1       | Totora Real Oruro        | 15:00 |
| 5 de julio | Jesús Bermúdez (Oruro) | Totora Real Oruro        | 4:0       | Cooperativa Minera Poopó | 13:20 |
| 5 de julio | Jesús Bermúdez (Oruro) | Empresa Minera Huanuni   | 2:3       | Gualberto Villarroel     | 15:30 |
| 8 de julio | Jesús Bermúdez (Oruro) | Gualberto Villarroel     | 1:1       | SUR-CAR                  | 15:00 |
| 9 de julio | Jesús Bermúdez (Oruro) | Cooperativa Minera Poopó | 0:5       | Empresa Minera Huanuni   | 15:00 |

| Evolución de las posiciones (Equipo / Fecha) | 1 | 2 | 3 | 4 | 5 | 6 | 7 | 8 | 9 | 10 |
| -------------------------------------------- | - | - | - | - | - | - | - | - | - | -- |
| Totora Real Oruro                            | 3 | 1 | 3 | 1 | 2 | 2 | 3 | 3 | 2 | 3  |
| Cooperativa Minera Poopó                     | 5 | 5 | 5 | 5 | 5 | 5 | 5 | 5 | 5 | 5  |
| E.M. Huanuni                                 | 2 | 4 | 4 | 4 | 4 | 4 | 4 | 4 | 4 | 4  |
| Gualberto Villarroel                         | 4 | 2 | 1 | 2 | 1 | 1 | 1 | 1 | 1 | 1  |
| SUR-CAR                                      | 1 | 3 | 2 | 3 | 3 | 3 | 2 | 2 | 3 | 2  |

### Grupo 6 - Pando
| Equipo              | Pts. | PJ | PG | PE | PP | GF | GC | DG |
| ------------------- | ---- | -- | -- | -- | -- | -- | -- | -- |
| Universitario (UAP) | 6    | 2  | 2  | 0  | 0  | 7  | 2  | +5 |
| Real Mapajo         | 0    | 2  | 0  | 0  | 2  | 2  | 7  | -5 |

| \| Fecha \| Estadio (Ciudad) \| Local \| Resultado \| Visitante \| Hora \| \| ----------- \| ------------------------------- \| ------------------- \| --------- \| ------------------- \| ----- \| \| 11 de junio \| Roberto Jordán Cuellar (Cobija) \| Real Mapajo \| 0:2 \| Universitario (UAP) \| 15:00 \| \| 1 de julio \| La Guarida del Jaguar (Cobija) \| Universitario (UAP) \| 5:2 \| Real Mapajo \| 15:00 \| |                                 |                     |           |                     |       |
| Fecha | Estadio (Ciudad)                | Local               | Resultado | Visitante           | Hora  |
| 11 de junio | Roberto Jordán Cuellar (Cobija) | Real Mapajo         | 0:2       | Universitario (UAP) | 15:00 |
| 1 de julio | La Guarida del Jaguar (Cobija)  | Universitario (UAP) | 5:2       | Real Mapajo         | 15:00 |

| Equipo / Fecha      | 01  | 02  |
| ------------------- | --- | --- |
| Real Mapajo         | 2.° | 2.° |
| Universitario (UAP) | 1.° | 1.° |

### Grupo 7 - Potosí
| Equipo               | Pts. | PJ | PG | PE | PP | GF | GC | DG  |
| -------------------- | ---- | -- | -- | -- | -- | -- | -- | --- |
| Real Potosí          | 15   | 6  | 5  | 0  | 1  | 12 | 3  | +9  |
| Stormers San Lorenzo | 11   | 6  | 3  | 2  | 1  | 10 | 2  | +8  |
| Rosario Central      | 7    | 6  | 2  | 1  | 3  | 7  | 6  | -1  |
| Huracán de Tupiza    | 1    | 6  | 0  | 1  | 5  | 2  | 17 | -15 |

| \| Fecha \| Estadio (Ciudad) \| Local \| Resultado \| Visitante \| Hora \| \| ----------- \| ------------------------------------- \| -------------------- \| --------- \| -------------------- \| ----- \| \| 20 de mayo \| Estadio Potosí (Potosí) \| Stormers San Lorenzo \| 0:0 \| Huracán de Tupiza \| 15:30 \| \| 21 de mayo \| Estadio Potosí (Potosí) \| Real Potosí \| 1:0 \| Rosario Central \| 15:30 \| \| 28 de mayo \| Estadio Potosí (Potosí) \| Stormers San Lorenzo \| 1:0 \| Real Potosí \| 15:00 \| \| 28 de mayo \| Dptal. Víctor Agustín Ugarte (Tupiza) \| Huracán de Tupiza \| 0:1 \| Rosario Central \| 15:30 \| \| 3 de junio \| Estadio Potosí (Potosí) \| Real Potosí \| 3:0 \| Huracán de Tupiza \| 15:30 \| \| 4 de junio \| Irineo Pimentel (Llallagua) \| Rosario Central \| 1:1 \| Stormers San Lorenzo \| 15:30 \| \| 11 de junio \| Dptal. Víctor Agustín Ugarte (Tupiza) \| Huracán de Tupiza \| 0:6 \| Stormers San Lorenzo \| 15:00 \| \| 11 de junio \| Estadio Potosí (Potosí) \| Rosario Central \| 1:2 \| Real Potosí \| 15:00 \| \| 17 de junio \| Estadio Potosí (Potosí) \| Rosario Central \| 4:0 \| Huracán de Tupiza \| 15:30 \| \| 18 de junio \| Estadio Potosí (Potosí) \| Real Potosí \| 1:0 \| Stormers San Lorenzo \| 15:30 \| \| 25 de junio \| Dptal. Víctor Agustín Ugarte (Tupiza) \| Huracán de Tupiza \| 0:5 \| Real Potosí \| 15:30 \| \| 25 de junio \| Irineo Pimentel (Llallagua) \| Stormers San Lorenzo \| 2:0 \| Rosario Central \| 15:30 \| |                                       |                      |           |                      |       |
| Fecha | Estadio (Ciudad)                      | Local                | Resultado | Visitante            | Hora  |
| 20 de mayo | Estadio Potosí (Potosí)               | Stormers San Lorenzo | 0:0       | Huracán de Tupiza    | 15:30 |
| 21 de mayo | Estadio Potosí (Potosí)               | Real Potosí          | 1:0       | Rosario Central      | 15:30 |
| 28 de mayo | Estadio Potosí (Potosí)               | Stormers San Lorenzo | 1:0       | Real Potosí          | 15:00 |
| 28 de mayo | Dptal. Víctor Agustín Ugarte (Tupiza) | Huracán de Tupiza    | 0:1       | Rosario Central      | 15:30 |
| 3 de junio | Estadio Potosí (Potosí)               | Real Potosí          | 3:0       | Huracán de Tupiza    | 15:30 |
| 4 de junio | Irineo Pimentel (Llallagua)           | Rosario Central      | 1:1       | Stormers San Lorenzo | 15:30 |
| 11 de junio | Dptal. Víctor Agustín Ugarte (Tupiza) | Huracán de Tupiza    | 0:6       | Stormers San Lorenzo | 15:00 |
| 11 de junio | Estadio Potosí (Potosí)               | Rosario Central      | 1:2       | Real Potosí          | 15:00 |
| 17 de junio | Estadio Potosí (Potosí)               | Rosario Central      | 4:0       | Huracán de Tupiza    | 15:30 |
| 18 de junio | Estadio Potosí (Potosí)               | Real Potosí          | 1:0       | Stormers San Lorenzo | 15:30 |
| 25 de junio | Dptal. Víctor Agustín Ugarte (Tupiza) | Huracán de Tupiza    | 0:5       | Real Potosí          | 15:30 |
| 25 de junio | Irineo Pimentel (Llallagua)           | Stormers San Lorenzo | 2:0       | Rosario Central      | 15:30 |

| Equipo / Fecha       | 01  | 02  | 03  | 04  | 05  | 06  |
| -------------------- | --- | --- | --- | --- | --- | --- |
| Huracán Tupiza       | 3.° | 4.° | 4.° | 4.° | 4.° | 4.° |
| Real Potosí          | 1.° | 3.° | 2.° | 1.° | 1.° | 1.° |
| Rosario Central      | 4.° | 2.° | 3.° | 3.° | 3.° | 3.° |
| Stormers San Lorenzo | 2.° | 1.° | 1.° | 2.° | 2.° | 2.° |

### Grupo 8 - Santa Cruz
| Equipo                  | Pts. | PJ | PG | PE | PP | GF | GC | DG  |
| ----------------------- | ---- | -- | -- | -- | -- | -- | -- | --- |
| Ciudad Nueva Santa Cruz | 19   | 8  | 6  | 1  | 1  | 25 | 8  | +17 |
| Torre Fuerte            | 15   | 8  | 5  | 0  | 3  | 15 | 7  | +8  |
| 24 de Septiembre        | 12   | 8  | 3  | 3  | 2  | 14 | 12 | +2  |
| Universidad Cruceña     | 5    | 8  | 1  | 2  | 4  | 6  | 17 | -11 |
| River 66                | 5    | 8  | 1  | 2  | 5  | 9  | 22 | -13 |

| \| Fecha \| Estadio (Ciudad) \| Local \| Resultado \| Visitante \| Hora \| \| ----------- \| --------------------------------------------------------- \| ------------------------------------- \| ---------------- \| ------------------------------------- \| ----- \| \| 14 de mayo \| Samuel Vaca Jiménez (Warnes) \| Ciudad Nueva Santa Cruz Academia F.C. \| 1:3 \| 24 de septiembre \| 10:00 \| \| 14 de mayo \| Universidad Gabriel René Moreno (Santa Cruz de la Sierra) \| Universidad Cruceña \| 0:3 \| Torre Fuerte \| 10:00 \| \| 21 de mayo \| Edgar Peña (Santa Cruz de la Sierra) \| Torre Fuerte \| 0:1 \| River 66 \| 10:00 \| \| 22 de mayo \| Municipal Andrés Ibáñez (Santa Cruz de la Sierra) \| 24 de Septiembre \| 1:1 \| Universidad Cruceña \| 10:00 \| \| 4 de junio \| Universidad Gabriel René Moreno (Santa Cruz de la Sierra) \| Universidad Cruceña \| 1:2 \| Ciudad Nueva Santa Cruz Academia F.C. \| 10:00 \| \| 4 de junio \| Plurinacional (San Julián) \| River 66 \| 1:1 \| 24 de Septiembre \| 15:00 \| \| 12 de junio \| Municipal Andrés Ibáñez (Santa Cruz de la Sierra) \| 24 de Septiembre \| 1:3 \| Torre Fuerte \| 10:00 \| \| 12 de junio \| Samuel Vaca Jiménez (Warnes) \| Ciudad Nueva Santa Cruz Academia F.C. \| 6:1 \| River 66 \| 10:00 \| \| 18 de junio \| Samuel Vaca Jiménez (Warnes) \| Torre Fuerte \| 0:2 \| Ciudad Nueva Santa Cruz Academia F.C. \| 10:00 \| \| 18 de junio \| Plurinacional (San Julián) \| River 66 \| 1:2 \| Universidad Cruceña \| 15:00 \| \| 21 de junio \| Municipal Andrés Ibáñez (Santa Cruz de la Sierra) \| 24 de Septiembre \| 1:1 \| Ciudad Nueva Santa Cruz Academia F.C. \| 15:00 \| \| 21 de junio \| Real Santa Cruz (Santa Cruz de la Sierra) \| Torre Fuerte \| 2:0 \| Universidad Cruceña \| 15:00 \| \| 25 de junio \| Universidad Gabriel René Moreno (Santa Cruz de la Sierra) \| Universidad Cruceña \| 0:3 \| 24 de Septiembre \| 10:00 \| \| 25 de junio \| Plurinacional (San Julián) \| River 66 \| 0:3 \| Torre Fuerte \| 15:00 \| \| 2 de julio \| Municipal Andrés Ibáñez (Santa Cruz de la Sierra) \| 24 de Septiembre \| 4:2 \| River 66 \| 10:00 \| \| 2 de julio \| Samuel Vaca Jiménez (Warnes) \| Ciudad Nueva Santa Cruz Academia F.C. \| 6:0 \| Universidad Cruceña \| 10:00 \| \| 9 de julio \| Samuel Vaca Jiménez (Warnes) \| Torre Fuerte \| 3:0 \| 24 de Septiembre \| 10:00 \| \| 9 de julio \| Plurinacional (San Julián) \| River 66 \| 1:4 \| Ciudad Nueva Santa Cruz Academia F.C. \| 15:00 \| \| 16 de julio \| Edgar Peña (Santa Cruz de la Sierra) \| Ciudad Nueva Santa Cruz Academia F.C. \| 1:3 \| Torre Fuerte \| 10:00 \| \| 16 de julio \| Universidad Gabriel René Moreno (Santa Cruz de la Sierra) \| Universidad Cruceña \| (2)suspendido(2) \| River 66 \| 10:00 \| |                                                           |                                       |                  |                                       |       |
| Fecha | Estadio (Ciudad)                                          | Local                                 | Resultado        | Visitante                             | Hora  |
| 14 de mayo | Samuel Vaca Jiménez (Warnes)                              | Ciudad Nueva Santa Cruz Academia F.C. | 1:3              | 24 de septiembre                      | 10:00 |
| 14 de mayo | Universidad Gabriel René Moreno (Santa Cruz de la Sierra) | Universidad Cruceña                   | 0:3              | Torre Fuerte                          | 10:00 |
| 21 de mayo | Edgar Peña (Santa Cruz de la Sierra)                      | Torre Fuerte                          | 0:1              | River 66                              | 10:00 |
| 22 de mayo | Municipal Andrés Ibáñez (Santa Cruz de la Sierra)         | 24 de Septiembre                      | 1:1              | Universidad Cruceña                   | 10:00 |
| 4 de junio | Universidad Gabriel René Moreno (Santa Cruz de la Sierra) | Universidad Cruceña                   | 1:2              | Ciudad Nueva Santa Cruz Academia F.C. | 10:00 |
| 4 de junio | Plurinacional (San Julián)                                | River 66                              | 1:1              | 24 de Septiembre                      | 15:00 |
| 12 de junio | Municipal Andrés Ibáñez (Santa Cruz de la Sierra)         | 24 de Septiembre                      | 1:3              | Torre Fuerte                          | 10:00 |
| 12 de junio | Samuel Vaca Jiménez (Warnes)                              | Ciudad Nueva Santa Cruz Academia F.C. | 6:1              | River 66                              | 10:00 |
| 18 de junio | Samuel Vaca Jiménez (Warnes)                              | Torre Fuerte                          | 0:2              | Ciudad Nueva Santa Cruz Academia F.C. | 10:00 |
| 18 de junio | Plurinacional (San Julián)                                | River 66                              | 1:2              | Universidad Cruceña                   | 15:00 |
| 21 de junio | Municipal Andrés Ibáñez (Santa Cruz de la Sierra)         | 24 de Septiembre                      | 1:1              | Ciudad Nueva Santa Cruz Academia F.C. | 15:00 |
| 21 de junio | Real Santa Cruz (Santa Cruz de la Sierra)                 | Torre Fuerte                          | 2:0              | Universidad Cruceña                   | 15:00 |
| 25 de junio | Universidad Gabriel René Moreno (Santa Cruz de la Sierra) | Universidad Cruceña                   | 0:3              | 24 de Septiembre                      | 10:00 |
| 25 de junio | Plurinacional (San Julián)                                | River 66                              | 0:3              | Torre Fuerte                          | 15:00 |
| 2 de julio | Municipal Andrés Ibáñez (Santa Cruz de la Sierra)         | 24 de Septiembre                      | 4:2              | River 66                              | 10:00 |
| 2 de julio | Samuel Vaca Jiménez (Warnes)                              | Ciudad Nueva Santa Cruz Academia F.C. | 6:0              | Universidad Cruceña                   | 10:00 |
| 9 de julio | Samuel Vaca Jiménez (Warnes)                              | Torre Fuerte                          | 3:0              | 24 de Septiembre                      | 10:00 |
| 9 de julio | Plurinacional (San Julián)                                | River 66                              | 1:4              | Ciudad Nueva Santa Cruz Academia F.C. | 15:00 |
| 16 de julio | Edgar Peña (Santa Cruz de la Sierra)                      | Ciudad Nueva Santa Cruz Academia F.C. | 1:3              | Torre Fuerte                          | 10:00 |
| 16 de julio | Universidad Gabriel René Moreno (Santa Cruz de la Sierra) | Universidad Cruceña                   | (2)suspendido(2) | River 66                              | 10:00 |

| Evolución de las posiciones (Equipo / Fecha) | 1 | 2 | 3 | 4 | 5 | 6 | 7 | 8 | 9 | 10 |
| -------------------------------------------- | - | - | - | - | - | - | - | - | - | -- |
| 24 de Septiembre                             | 2 | 1 | 1 | 3 | 3 | 3 | 3 | 3 | 3 | 3  |
| Ciudad Nueva Santa Cruz                      | 4 | 5 | 4 | 1 | 1 | 1 | 2 | 1 | 1 | 1  |
| River 66                                     | 3 | 3 | 2 | 4 | 5 | 5 | 5 | 4 | 5 | 5  |
| Torre Fuerte                                 | 1 | 2 | 3 | 2 | 2 | 2 | 1 | 2 | 2 | 2  |
| Universidad Cruceña                          | 5 | 4 | 5 | 5 | 4 | 4 | 4 | 5 | 4 | 4  |

### Grupo 9 - Tarija
| Equipo                   | Pts. | PJ | PG | PE | PP | GF | GC | DG  |
| ------------------------ | ---- | -- | -- | -- | -- | -- | -- | --- |
| Deportivo Municipal      | 16   | 8  | 5  | 1  | 1  | 14 | 4  | +10 |
| Municipalidad de Yacuiba | 14   | 8  | 4  | 2  | 2  | 14 | 14 | 0   |
| Atlético Bermejo         | 13   | 8  | 4  | 1  | 3  | 12 | 7  | +5  |
| Ciclón                   | 7    | 8  | 1  | 4  | 3  | 4  | 8  | -4  |
| García Agreda            | 4    | 8  | 0  | 4  | 4  | 5  | 14 | -9  |

| \| Fecha \| Estadio (Ciudad) \| Local \| Resultado \| Visitante \| Hora \| \| ----------- \| ------------------------- \| ------------------------ \| --------- \| ------------------------ \| ----- \| \| 14 de mayo \| Fabián Tintilay (Bermejo) \| Atlético Bermejo \| 1:0 \| Municipal de Tarija \| 15:30 \| \| 14 de mayo \| IV Centenario (Tarija) \| García Agreda \| 2:2 \| Municipalidad de Yacuiba \| 15:30 \| \| 21 de mayo \| IV Centenario (Tarija) \| Ciclón \| 0:0 \| García Agreda \| 15:30 \| \| 21 de mayo \| Ovidio Messa (Yacuiba) \| Municipalidad de Yacuiba \| 4:3 \| Atlético Bermejo \| 15:30 \| \| 28 de mayo \| IV Centenario (Tarija) \| Municipal de Tarija \| 4:0 \| Municipalidad de Yacuiba \| 15:30 \| \| 28 de mayo \| Fabián Tintilay (Bermejo) \| Atlético Bermejo \| 2:0 \| Ciclón \| 15:00 \| \| 4 de junio \| IV Centenario (Tarija) \| García Agreda \| 0:2 \| Atlético Bermejo \| 15:30 \| \| 8 de junio \| IV Centenario (Tarija) \| Ciclón \| 0:2 \| Municipal de Tarija \| 15:30 \| \| 11 de junio \| IV Centenario (Tarija) \| Municipal de Tarija \| 1:1 \| García Agreda \| 15:30 \| \| 11 de junio \| Ovidio Messa (Yacuiba) \| Municipalidad de Yacuiba \| 1:2 \| Ciclón \| 15:30 \| \| 18 de junio \| IV Centenario (Tarija) \| Municipal de Tarija \| 1:0 \| Atlético Bermejo \| 15:00 \| \| 18 de junio \| Ovidio Messa (Yacuiba) \| Municipalidad de Yacuiba \| 2:1 \| García Agreda \| 15:00 \| \| 25 de junio \| Fabián Tintilay (Bermejo) \| Atlético Bermejo \| 0:1 \| Municipalidad de Yacuiba \| 15:00 \| \| 25 de junio \| IV Centenario (Tarija) \| García Agreda \| 0:0 \| Ciclón \| 15:00 \| \| 2 de julio \| IV Centenario (Tarija) \| Ciclón \| 1:1 \| Atlético Bermejo \| 15:00 \| \| 2 de julio \| Ovidio Messa (Yacuiba) \| Municipalidad de Yacuiba \| 4:2 \| Municipal de Tarija \| 15:00 \| \| 9 de julio \| Fabián Tintilay (Bermejo) \| Atlético Bermejo \| 3:0 \| García Agreda \| 15:00 \| \| 9 de julio \| IV Centenario (Tarija) \| Municipal de Tarija \| 2:1 \| Ciclón \| 15:00 \| \| 15 de julio \| IV Centenario (Tarija) \| García Agreda \| 1:4 \| Municipal de Tarija \| 15:00 \| \| 16 de julio \| IV Centenario (Tarija) \| Ciclón \| 0:0 \| Municipalidad de Yacuiba \| 15:00 \| |                           |                          |           |                          |       |
| Fecha | Estadio (Ciudad)          | Local                    | Resultado | Visitante                | Hora  |
| 14 de mayo | Fabián Tintilay (Bermejo) | Atlético Bermejo         | 1:0       | Municipal de Tarija      | 15:30 |
| 14 de mayo | IV Centenario (Tarija)    | García Agreda            | 2:2       | Municipalidad de Yacuiba | 15:30 |
| 21 de mayo | IV Centenario (Tarija)    | Ciclón                   | 0:0       | García Agreda            | 15:30 |
| 21 de mayo | Ovidio Messa (Yacuiba)    | Municipalidad de Yacuiba | 4:3       | Atlético Bermejo         | 15:30 |
| 28 de mayo | IV Centenario (Tarija)    | Municipal de Tarija      | 4:0       | Municipalidad de Yacuiba | 15:30 |
| 28 de mayo | Fabián Tintilay (Bermejo) | Atlético Bermejo         | 2:0       | Ciclón                   | 15:00 |
| 4 de junio | IV Centenario (Tarija)    | García Agreda            | 0:2       | Atlético Bermejo         | 15:30 |
| 8 de junio | IV Centenario (Tarija)    | Ciclón                   | 0:2       | Municipal de Tarija      | 15:30 |
| 11 de junio | IV Centenario (Tarija)    | Municipal de Tarija      | 1:1       | García Agreda            | 15:30 |
| 11 de junio | Ovidio Messa (Yacuiba)    | Municipalidad de Yacuiba | 1:2       | Ciclón                   | 15:30 |
| 18 de junio | IV Centenario (Tarija)    | Municipal de Tarija      | 1:0       | Atlético Bermejo         | 15:00 |
| 18 de junio | Ovidio Messa (Yacuiba)    | Municipalidad de Yacuiba | 2:1       | García Agreda            | 15:00 |
| 25 de junio | Fabián Tintilay (Bermejo) | Atlético Bermejo         | 0:1       | Municipalidad de Yacuiba | 15:00 |
| 25 de junio | IV Centenario (Tarija)    | García Agreda            | 0:0       | Ciclón                   | 15:00 |
| 2 de julio | IV Centenario (Tarija)    | Ciclón                   | 1:1       | Atlético Bermejo         | 15:00 |
| 2 de julio | Ovidio Messa (Yacuiba)    | Municipalidad de Yacuiba | 4:2       | Municipal de Tarija      | 15:00 |
| 9 de julio | Fabián Tintilay (Bermejo) | Atlético Bermejo         | 3:0       | García Agreda            | 15:00 |
| 9 de julio | IV Centenario (Tarija)    | Municipal de Tarija      | 2:1       | Ciclón                   | 15:00 |
| 15 de julio | IV Centenario (Tarija)    | García Agreda            | 1:4       | Municipal de Tarija      | 15:00 |
| 16 de julio | IV Centenario (Tarija)    | Ciclón                   | 0:0       | Municipalidad de Yacuiba | 15:00 |

| Evolución de las posiciones (Equipo / Fecha) | 1 | 2 | 3 | 4 | 5 | 6 | 7 | 8 | 9 | 10 |
| -------------------------------------------- | - | - | - | - | - | - | - | - | - | -- |
| Atlético Bermejo                             | 1 | 2 | 1 | 1 | 1 | 2 | 3 | 3 | 2 | 3  |
| Ciclón                                       | 4 | 4 | 5 | 5 | 3 | 4 | 4 | 4 | 4 | 4  |
| García Agreda                                | 2 | 3 | 4 | 4 | 5 | 5 | 5 | 5 | 5 | 5  |
| Municipal de Tarija                          | 5 | 5 | 3 | 2 | 2 | 1 | 1 | 2 | 1 | 1  |
| Municipalidad de Yacuiba                     | 3 | 1 | 2 | 3 | 4 | 3 | 2 | 1 | 3 | 2  |

### Equipos clasificados

#### Primeros y segundos lugares de la fase 1 de la Copa Simón Bolívar
| Grupo      | Primer lugar                        | Segundo lugar            |
| ---------- | ----------------------------------- | ------------------------ |
| Beni       | Universitario (UAB)                 | San Lorenzo              |
| Chuquisaca | Fancesa                             | Nacional Sucre           |
| Cochabamba | San Antonio Bulo Bulo               | Pasión Celeste           |
| La Paz     | FATIC                               | A.B.B                    |
| Oruro      | Gualberto Villarroel                | SUR-CAR                  |
| Pando      | Universitario (UAP)                 | Real Mapajo              |
| Potosí     | Real Potosí                         | Stormers San Lorenzo     |
| Santa Cruz | Ciudad Nueva Santa Cruz Academia FC | Torre Fuerte             |
| Tarija     | Municipal de Tarija                 | Municipalidad de Yacuiba |

#### Tabla de terceros lugares de la fase 1  de la Copa Simón Bolívar
Dentro de la competición del torneo, se conformó una tabla acumulada para los terceros de los grupos donde los seis mejores equipos por valor de punto promedio accederán a la segunda fase junto con los primeros y segundos de cada grupo.
|  | Equipos clasificados a la segunda fase |
|  | Equipos eliminados                     |

| Equipo            | Grupo                                  | Pt.P. | Pts. | PJ | PG | PE | PP | GF | GC | DG  |
| ----------------- | -------------------------------------- | ----- | ---- | -- | -- | -- | -- | -- | -- | --- |
| Atlético Bermejo  | Bandera del Departamento de Tarija     | 1.625 | 13   | 8  | 4  | 1  | 3  | 12 | 7  | +5  |
| Real Mizque       | Bandera del Departamento de Cochabamba | 1.625 | 13   | 8  | 3  | 4  | 1  | 8  | 7  | +1  |
| Deportivo Alemán  | Bandera del Departamento de Chuquisaca | 1.625 | 13   | 8  | 4  | 1  | 3  | 12 | 11 | +1  |
| Totora Real Oruro | Bandera del Departamento de Oruro      | 1.5   | 12   | 8  | 2  | 3  | 2  | 20 | 9  | +11 |
| 24 de Septiembre  | Bandera del Departamento de Santa Cruz | 1.5   | 12   | 8  | 3  | 3  | 2  | 14 | 12 | +2  |
| Hiska Nacional    | Bandera del Departamento de La Paz     | 1.5   | 12   | 8  | 3  | 4  | 2  | 13 | 10 | +3  |
| Rosario Central   |                                        | 1.167 | 7    | 6  | 2  | 1  | 3  | 7  | 6  | -1  |
| Alianza Beni      | Bandera del Departamento del Beni      | 1     | 6    | 6  | 1  | 3  | 2  | 4  | 4  | 0   |

## Fase de grupos
|  | Equipos clasificados a los Octavos de final. |

### Grupo A
| Equipo         | Pts. | PJ | PG | PE | PP | GF | GC | DG |
| -------------- | ---- | -- | -- | -- | -- | -- | -- | -- |
| Real Potosí    | 9    | 4  | 3  | 0  | 1  | 7  | 1  | +6 |
| Nacional Sucre | 6    | 4  | 2  | 0  | 2  | 4  | 7  | -3 |
| Hiska Nacional | 3    | 4  | 1  | 0  | 3  | 3  | 6  | -3 |

| \| Fecha \| Estadio (Ciudad) \| Local \| Resultado \| Visitante \| Hora \| \| ------------- \| ------------------------------ \| -------------- \| --------- \| -------------- \| ----- \| \| 27 de agosto \| Víctor Agustín Ugarte (Potosí) \| Real Potosí \| 1:0 \| Hiska Nacional \| 15:00 \| \| 1 de Octubre \| Los Andes Cosmos 79 (El Alto) \| Hiska Nacional \| 1:2 \| Nacional Sucre \| 12:30 \| \| 7 de octubre \| Olímpico Patria (Sucre) \| Nacional Sucre \| 1:0 \| Real Potosí \| 15:00 \| \| 15 de octubre \| Hernando Siles (La Paz) \| Hiska Nacional \| 0:2 \| Real Potosí \| 15:00 \| \| 21 de octubre \| Olímpico Patria (Sucre) \| Nacional Sucre \| 1:2 \| Hiska Nacional \| 15:00 \| \| 29 de octubre \| Víctor Agustín Ugarte (Potosí) \| Real Potosí \| 4:0 \| Nacional Sucre \| 15:00 \| |                                |                |           |                |       |
| Fecha | Estadio (Ciudad)               | Local          | Resultado | Visitante      | Hora  |
| 27 de agosto | Víctor Agustín Ugarte (Potosí) | Real Potosí    | 1:0       | Hiska Nacional | 15:00 |
| 1 de Octubre | Los Andes Cosmos 79 (El Alto)  | Hiska Nacional | 1:2       | Nacional Sucre | 12:30 |
| 7 de octubre | Olímpico Patria (Sucre)        | Nacional Sucre | 1:0       | Real Potosí    | 15:00 |
| 15 de octubre | Hernando Siles (La Paz)        | Hiska Nacional | 0:2       | Real Potosí    | 15:00 |
| 21 de octubre | Olímpico Patria (Sucre)        | Nacional Sucre | 1:2       | Hiska Nacional | 15:00 |
| 29 de octubre | Víctor Agustín Ugarte (Potosí) | Real Potosí    | 4:0       | Nacional Sucre | 15:00 |

### Grupo B
| Equipo               | Pts. | PJ | PG | PE | PP | GF | GC | DG |
| -------------------- | ---- | -- | -- | -- | -- | -- | -- | -- |
| Real Mizque          | 7    | 4  | 2  | 1  | 1  | 8  | 6  | +2 |
| Universitario (UAP)  | 7    | 4  | 2  | 1  | 1  | 5  | 7  | -2 |
| Stormers San Lorenzo | 3    | 4  | 1  | 0  | 2  | 6  | 6  | 0  |

| \| Fecha \| Estadio (Ciudad) \| Local \| Resultado \| Visitante \| Hora \| \| ------------- \| ------------------------------ \| -------------------- \| --------- \| -------------------- \| ----- \| \| 26 de agosto \| La Guarida del Jaguar (Cobija) \| Universitario (UAP) \| 2:2 \| Real Mizque \| 15:00 \| \| 1 de Octubre \| Municipipal (Quillacollo) \| Real Mizque \| 3:1 \| Stormers San Lorenzo \| 15:00 \| \| 8 de octubre \| Irineo Pimentel (Llallagua) \| Stormers San Lorenzo \| 4:0 \| Universitario (UAP) \| 15:30 \| \| 15 de octubre \| Municipipal (Quillacollo) \| Real Mizque \| 1:2 \| Universitario (UAP) \| 15:00 \| \| 22 de octubre \| Irineo Pimentel (Llallagua) \| Stormers San Lorenzo \| 1:2 \| Real Mizque \| 15:30 \| \| 28 de octubre \| La Guarida del Jaguar (Cobija) \| Universitario (UAP) \| 1:0 \| Stormers San Lorenzo \| 15:00 \| |                                |                      |           |                      |       |
| Fecha | Estadio (Ciudad)               | Local                | Resultado | Visitante            | Hora  |
| 26 de agosto | La Guarida del Jaguar (Cobija) | Universitario (UAP)  | 2:2       | Real Mizque          | 15:00 |
| 1 de Octubre | Municipipal (Quillacollo)      | Real Mizque          | 3:1       | Stormers San Lorenzo | 15:00 |
| 8 de octubre | Irineo Pimentel (Llallagua)    | Stormers San Lorenzo | 4:0       | Universitario (UAP)  | 15:30 |
| 15 de octubre | Municipipal (Quillacollo)      | Real Mizque          | 1:2       | Universitario (UAP)  | 15:00 |
| 22 de octubre | Irineo Pimentel (Llallagua)    | Stormers San Lorenzo | 1:2       | Real Mizque          | 15:30 |
| 28 de octubre | La Guarida del Jaguar (Cobija) | Universitario (UAP)  | 1:0       | Stormers San Lorenzo | 15:00 |

### Grupo C
| Equipo                   | Pts. | PJ | PG | PE | PP | GF | GC | DG |
| ------------------------ | ---- | -- | -- | -- | -- | -- | -- | -- |
| GV. San Jose             | 9    | 4  | 3  | 0  | 1  | 7  | 3  | +4 |
| Totora Real Oruro        | 7    | 4  | 2  | 1  | 1  | 4  | 3  | +1 |
| Municipalidad de Yacuiba | 1    | 4  | 0  | 1  | 3  | 2  | 7  | -5 |

| \| Fecha \| Estadio (Ciudad) \| Local \| Resultado \| Visitante \| Hora \| \| ---------------- \| ---------------------- \| ------------------------ \| --------- \| ------------------------ \| ----- \| \| 27 de agosto \| Jesús Bermúdez (Oruro) \| GV. San Jose \| 1:0 \| Totora Real Oruro \| 15:00 \| \| 30 de septiembre \| Jesús Bermúdez (Oruro) \| Totora Real Oruro \| 1:0 \| Municipalidad de Yacuiba \| 15:00 \| \| 8 de octubre \| Ovidio Messa (Yacuiba) \| Municipalidad de Yacuiba \| 0:1 \| GV. San Jose \| 15:00 \| \| 14 de octubre \| Jesús Bermúdez (Oruro) \| Totora Real Oruro \| 2:1 \| GV. San Jose \| 15:00 \| \| 22 de octubre \| Ovidio Messa (Yacuiba) \| Municipalidad de Yacuiba \| 1:1 \| Totora Real Oruro \| 15:00 \| \| 29 de octubre \| Jesús Bermúdez (Oruro) \| GV. San Jose \| 4:1 \| Municipalidad de Yacuiba \| 15:00 \| |                        |                          |           |                          |       |
| Fecha | Estadio (Ciudad)       | Local                    | Resultado | Visitante                | Hora  |
| 27 de agosto | Jesús Bermúdez (Oruro) | GV. San Jose             | 1:0       | Totora Real Oruro        | 15:00 |
| 30 de septiembre | Jesús Bermúdez (Oruro) | Totora Real Oruro        | 1:0       | Municipalidad de Yacuiba | 15:00 |
| 8 de octubre | Ovidio Messa (Yacuiba) | Municipalidad de Yacuiba | 0:1       | GV. San Jose             | 15:00 |
| 14 de octubre | Jesús Bermúdez (Oruro) | Totora Real Oruro        | 2:1       | GV. San Jose             | 15:00 |
| 22 de octubre | Ovidio Messa (Yacuiba) | Municipalidad de Yacuiba | 1:1       | Totora Real Oruro        | 15:00 |
| 29 de octubre | Jesús Bermúdez (Oruro) | GV. San Jose             | 4:1       | Municipalidad de Yacuiba | 15:00 |

### Grupo D
| Equipo         | Pts. | PJ | PG | PE | PP | GF | GC | DG |
| -------------- | ---- | -- | -- | -- | -- | -- | -- | -- |
| Torre Fuerte   | 7    | 4  | 2  | 1  | 1  | 5  | 4  | +1 |
| Pasión Celeste | 6    | 4  | 2  | 0  | 2  | 7  | 8  | +1 |
| Fancesa        | 4    | 4  | 1  | 1  | 2  | 8  | 8  | 0  |

| \| Fecha \| Estadio (Ciudad) \| Local \| Resultado \| Visitante \| Hora \| \| ------------- \| ----------------------------------------------- \| -------------- \| --------- \| -------------- \| ----- \| \| 26 de agosto \| Olímpico Patria (Sucre) \| Fancesa \| 0:0 \| Torre Fuerte \| 17:00 \| \| 1 de Octubre \| Edgar Peña (Santa Cruz de la Sierra) \| Torre Fuerte \| 1:0 \| Pasión Celeste \| 15:00 \| \| 8 de octubre \| Municipal (Quillacollo) \| Pasión Celeste \| 3:2 \| Fancesa \| 15:00 \| \| 14 de octubre \| Ramón Aguilera Costas (Santa Cruz de la Sierra) \| Torre Fuerte \| 3:2 \| Fancesa \| 13:00 \| \| 21 de octubre \| Municipal (Quillacollo) \| Pasión Celeste \| 2:1 \| Torre Fuerte \| 13:00 \| \| 28 de octubre \| Olímpico Patria (Sucre) \| Fancesa \| 4:2 \| Pasión Celeste \| 15:30 \| |                                                 |                |           |                |       |
| Fecha | Estadio (Ciudad)                                | Local          | Resultado | Visitante      | Hora  |
| 26 de agosto | Olímpico Patria (Sucre)                         | Fancesa        | 0:0       | Torre Fuerte   | 17:00 |
| 1 de Octubre | Edgar Peña (Santa Cruz de la Sierra)            | Torre Fuerte   | 1:0       | Pasión Celeste | 15:00 |
| 8 de octubre | Municipal (Quillacollo)                         | Pasión Celeste | 3:2       | Fancesa        | 15:00 |
| 14 de octubre | Ramón Aguilera Costas (Santa Cruz de la Sierra) | Torre Fuerte   | 3:2       | Fancesa        | 13:00 |
| 21 de octubre | Municipal (Quillacollo)                         | Pasión Celeste | 2:1       | Torre Fuerte   | 13:00 |
| 28 de octubre | Olímpico Patria (Sucre)                         | Fancesa        | 4:2       | Pasión Celeste | 15:30 |

### Grupo E
| Equipo                | Pts. | PJ | PG | PE | PP | GF | GC | DG  |
| --------------------- | ---- | -- | -- | -- | -- | -- | -- | --- |
| San Antonio Bulo Bulo | 9    | 4  | 3  | 0  | 1  | 20 | 2  | +18 |
| Atlético Bermejo      | 9    | 4  | 3  | 0  | 1  | 9  | 5  | +4  |
| San Lorenzo           | 0    | 4  | 0  | 0  | 4  | 3  | 25 | -22 |

| \| Fecha \| Estadio (Ciudad) \| Local \| Resultado \| Visitante \| Hora \| \| ------------- \| -------------------------------- \| --------------------- \| --------- \| --------------------- \| ----- \| \| 27 de agosto \| Dr. Carlos Villegas (Entre Ríos) \| San Antonio Bulo Bulo \| 3:0 \| Atlético Bermejo \| 15:00 \| \| 1 de Octubre \| Fabián Tintilay (Bermejo) \| Atlético Bermejo \| 5:2 \| San Lorenzo del Beni \| 15:00 \| \| 8 de octubre \| Lorgio Yoyo Zambrano (Trinidad) \| San Lorenzo del Beni \| 1:5 \| San Antonio Bulo Bulo \| 15:00 \| \| 15 de octubre \| Fabián Tintilay (Bermejo) \| Atlético Bermejo \| 1:0 \| San Antonio Bulo Bulo \| 15:30 \| \| 22 de octubre \| Lorgio Yoyo Zambrano (Trinidad) \| San Lorenzo del Beni \| 0:3 \| Atlético Bermejo \| 15:00 \| \| 28 de octubre \| Municipipal (Quillacollo) \| San Antonio Bulo Bulo \| 12:0 \| San Lorenzo del Beni \| 15:00 \| |                                  |                       |           |                       |       |
| Fecha | Estadio (Ciudad)                 | Local                 | Resultado | Visitante             | Hora  |
| 27 de agosto | Dr. Carlos Villegas (Entre Ríos) | San Antonio Bulo Bulo | 3:0       | Atlético Bermejo      | 15:00 |
| 1 de Octubre | Fabián Tintilay (Bermejo)        | Atlético Bermejo      | 5:2       | San Lorenzo del Beni  | 15:00 |
| 8 de octubre | Lorgio Yoyo Zambrano (Trinidad)  | San Lorenzo del Beni  | 1:5       | San Antonio Bulo Bulo | 15:00 |
| 15 de octubre | Fabián Tintilay (Bermejo)        | Atlético Bermejo      | 1:0       | San Antonio Bulo Bulo | 15:30 |
| 22 de octubre | Lorgio Yoyo Zambrano (Trinidad)  | San Lorenzo del Beni  | 0:3       | Atlético Bermejo      | 15:00 |
| 28 de octubre | Municipipal (Quillacollo)        | San Antonio Bulo Bulo | 12:0      | San Lorenzo del Beni  | 15:00 |

### Grupo F
| Equipo              | Pts. | PJ | PG | PE | PP | GF | GC | DG |
| ------------------- | ---- | -- | -- | -- | -- | -- | -- | -- |
| Deportivo Municipal | 10   | 4  | 3  | 1  | 0  | 10 | 4  | +6 |
| Deportivo FATIC     | 6    | 4  | 2  | 0  | 2  | 6  | 3  | +3 |
| SUR-CAR             | 1    | 4  | 0  | 1  | 3  | 4  | 13 | -9 |

| \| Fecha \| Estadio (Ciudad) \| Local \| Resultado \| Visitante \| Hora \| \| ------------- \| ----------------------------- \| ------------------- \| --------- \| ------------------- \| ----- \| \| 27 de agosto \| IV Centenario (Tarija) \| Deportivo Municipal \| 1:0 \| Deportivo FATIC \| 15:00 \| \| 1 de Octubre \| Los Andes Cosmos 79 (El Alto) \| Deportivo FATIC \| 2:0 \| SUR-CAR \| 15:30 \| \| 8 de octubre \| Jesús Bermúdez (Oruro) \| SUR-CAR \| 1:1 \| Deportivo Municipal \| 15:00 \| \| 14 de octubre \| Los Andes Cosmos 79 (El Alto) \| Deportivo FATIC \| 0:1 \| Deportivo Municipal \| 15:30 \| \| 22 de octubre \| Jesús Bermúdez (Oruro) \| SUR-CAR \| 1:4 \| Deportivo FATIC \| 15:00 \| \| 28 de octubre \| IV Centenario (Tarija) \| Deportivo Municipal \| 7:3 \| SUR-CAR \| 15:30 \| |                               |                     |           |                     |       |
| Fecha | Estadio (Ciudad)              | Local               | Resultado | Visitante           | Hora  |
| 27 de agosto | IV Centenario (Tarija)        | Deportivo Municipal | 1:0       | Deportivo FATIC     | 15:00 |
| 1 de Octubre | Los Andes Cosmos 79 (El Alto) | Deportivo FATIC     | 2:0       | SUR-CAR             | 15:30 |
| 8 de octubre | Jesús Bermúdez (Oruro)        | SUR-CAR             | 1:1       | Deportivo Municipal | 15:00 |
| 14 de octubre | Los Andes Cosmos 79 (El Alto) | Deportivo FATIC     | 0:1       | Deportivo Municipal | 15:30 |
| 22 de octubre | Jesús Bermúdez (Oruro)        | SUR-CAR             | 1:4       | Deportivo FATIC     | 15:00 |
| 28 de octubre | IV Centenario (Tarija)        | Deportivo Municipal | 7:3       | SUR-CAR             | 15:30 |

### Grupo G
| Equipo                 | Pts. | PJ | PG | PE | PP | GF | GC | DG |
| ---------------------- | ---- | -- | -- | -- | -- | -- | -- | -- |
| 24 de Septiembre       | 7    | 4  | 2  | 1  | 1  | 8  | 5  | +3 |
| Universitario del Beni | 7    | 4  | 2  | 1  | 1  | 6  | 6  | 0  |
| Real Mapajo            | 2    | 4  | 0  | 2  | 2  | 3  | 6  | -3 |

| \| Fecha \| Estadio (Ciudad) \| Local \| Resultado \| Visitante \| Hora \| \| ---------------- \| ------------------------------------------------- \| ---------------------- \| --------- \| ---------------------- \| ----- \| \| 27 de agosto \| Lorgio Yoyo Zambrano (Trinidad) \| Universitario del Beni \| 2:1 \| 24 de Septiembre \| 16:00 \| \| 30 de septiembre \| Municipal Andrés Ibáñez (Santa Cruz de la Sierra) \| 24 de Septiembre \| 1:1 \| Real Mapajo \| 15:00 \| \| 7 de octubre \| La Guarida del Jaguar (Cobija) \| Real Mapajo \| 0:0 \| Universitario del Beni \| 15:00 \| \| 13 de octubre \| Municipal Andrés Ibáñez (Santa Cruz de la Sierra) \| 24 de Septiembre \| 4:1 \| Universitario del Beni \| 13:00 \| \| 22 de octubre \| Roberto Jordán Cuellar (Cobija) \| Real Mapajo \| 1:2 \| 24 de Septiembre \| 15:00 \| \| 28 de octubre \| Gran Mamoré (Trinidad) \| Universitario del Beni \| 3:1 \| Real Mapajo \| 15:00 \| |                                                   |                        |           |                        |       |
| Fecha | Estadio (Ciudad)                                  | Local                  | Resultado | Visitante              | Hora  |
| 27 de agosto | Lorgio Yoyo Zambrano (Trinidad)                   | Universitario del Beni | 2:1       | 24 de Septiembre       | 16:00 |
| 30 de septiembre | Municipal Andrés Ibáñez (Santa Cruz de la Sierra) | 24 de Septiembre       | 1:1       | Real Mapajo            | 15:00 |
| 7 de octubre | La Guarida del Jaguar (Cobija)                    | Real Mapajo            | 0:0       | Universitario del Beni | 15:00 |
| 13 de octubre | Municipal Andrés Ibáñez (Santa Cruz de la Sierra) | 24 de Septiembre       | 4:1       | Universitario del Beni | 13:00 |
| 22 de octubre | Roberto Jordán Cuellar (Cobija)                   | Real Mapajo            | 1:2       | 24 de Septiembre       | 15:00 |
| 28 de octubre | Gran Mamoré (Trinidad)                            | Universitario del Beni | 3:1       | Real Mapajo            | 15:00 |

### Grupo H
| Equipo                           | Pts. | PJ | PG | PE | PP | GF | GC | DG |
| -------------------------------- | ---- | -- | -- | -- | -- | -- | -- | -- |
| Ciudad Nueva Santa Cruz Academia | 10   | 4  | 3  | 1  | 0  | 9  | 2  | +7 |
| Deportivo Alemán                 | 5    | 4  | 1  | 2  | 1  | 9  | 8  | +1 |
| ABB                              | 1    | 4  | 0  | 1  | 3  | 4  | 12 | -8 |

| \| Fecha \| Estadio (Ciudad) \| Local \| Resultado \| Visitante \| Hora \| \| ------------- \| ----------------------------- \| -------------------------------- \| --------- \| -------------------------------- \| ----- \| \| 27 de agosto \| Samuel Vaca Jiménez (Warnes) \| Ciudad Nueva Santa Cruz Academia \| 3:1 \| Deportivo Alemán \| 15:00 \| \| 1 de octubre \| Municipal (Monteagudo) \| Deportivo Alemán \| 5:2 \| ABB \| 15:30 \| \| 6 de octubre \| Los Andes Cosmos 79 (El Alto) \| ABB \| 0:1 \| Ciudad Nueva Santa Cruz Academia \| 12:00 \| \| 15 de octubre \| Municipal (Monteagudo) \| Deportivo Alemán \| 1:1 \| Ciudad Nueva Santa Cruz Academia \| 15:30 \| \| 22 de octubre \| Hernando Siles (La Paz) \| ABB \| 2:2 \| Deportivo Alemán \| 15:00 \| \| 29 de octubre \| Samuel Vaca Jiménez (Warnes) \| Ciudad Nueva Santa Cruz Academia \| 4:0 \| ABB \| 11:30 \| |                               |                                  |           |                                  |       |
| Fecha | Estadio (Ciudad)              | Local                            | Resultado | Visitante                        | Hora  |
| 27 de agosto | Samuel Vaca Jiménez (Warnes)  | Ciudad Nueva Santa Cruz Academia | 3:1       | Deportivo Alemán                 | 15:00 |
| 1 de octubre | Municipal (Monteagudo)        | Deportivo Alemán                 | 5:2       | ABB                              | 15:30 |
| 6 de octubre | Los Andes Cosmos 79 (El Alto) | ABB                              | 0:1       | Ciudad Nueva Santa Cruz Academia | 12:00 |
| 15 de octubre | Municipal (Monteagudo)        | Deportivo Alemán                 | 1:1       | Ciudad Nueva Santa Cruz Academia | 15:30 |
| 22 de octubre | Hernando Siles (La Paz)       | ABB                              | 2:2       | Deportivo Alemán                 | 15:00 |
| 29 de octubre | Samuel Vaca Jiménez (Warnes)  | Ciudad Nueva Santa Cruz Academia | 4:0       | ABB                              | 11:30 |

## Fase final

### Equipos clasificados
| N.º | Equipo                | Pts. | PJ | PG | PE | PP | GF | GC | DG  |
| --- | --------------------- | ---- | -- | -- | -- | -- | -- | -- | --- |
| 1   | Real Potosí           | 9    | 4  | 3  | 0  | 1  | 7  | 1  | +6  |
| 2   | Real Mizque           | 7    | 4  | 2  | 1  | 1  | 8  | 6  | +2  |
| 3   | Gualberto Villarroel  | 9    | 4  | 3  | 0  | 1  | 7  | 3  | +4  |
| 4   | Torre Fuerte          | 7    | 4  | 2  | 1  | 1  | 5  | 4  | +1  |
| 5   | San Antonio Bulo Bulo | 9    | 4  | 3  | 0  | 1  | 20 | 2  | +18 |
| 6   | Deportivo Municipal   | 10   | 4  | 3  | 1  | 0  | 10 | 4  | +6  |
| 7   | 24 de Septiembre      | 7    | 4  | 2  | 1  | 1  | 8  | 5  | +3  |
| 8   | Ciudad Nueva S.C.     | 10   | 4  | 3  | 1  | 0  | 9  | 2  | +7  |

| N.º | Equipo                 | Pts. | PJ | PG | PE | PP | GF | GC | DG |
| --- | ---------------------- | ---- | -- | -- | -- | -- | -- | -- | -- |
| 9   | Nacional Sucre         | 6    | 4  | 2  | 0  | 2  | 4  | 7  | -3 |
| 10  | Universitario (UAP)    | 7    | 4  | 2  | 1  | 1  | 5  | 7  | -2 |
| 11  | Totora Real Oruro      | 7    | 4  | 2  | 1  | 1  | 4  | 3  | +1 |
| 12  | Pasión Celeste         | 6    | 4  | 2  | 0  | 2  | 7  | 8  | +1 |
| 13  | Atlético Bermejo       | 9    | 4  | 3  | 0  | 1  | 9  | 5  | +4 |
| 14  | FATIC                  | 6    | 4  | 2  | 0  | 2  | 6  | 3  | +3 |
| 15  | Universitario del Beni | 7    | 4  | 2  | 1  | 1  | 6  | 6  | 0  |
| 16  | Deportivo Alemán       | 5    | 4  | 1  | 2  | 1  | 9  | 8  | +1 |

### Cuadro de desarrollo
|  | Octavos de final       | Octavos de final      | Octavos de final | Octavos de final |       |                       | Cuartos de final | Cuartos de final | Cuartos de final | Cuartos de final |  |                       | Semifinales | Semifinales | Semifinales | Semifinales |                      |   | Finales | Finales | Finales | Finales |
|  |                        |                       |                  |                  |       |                       |                  |                  |                  |                  |  |                       |             |             |             |             |                      |   |         |         |         |         |
|  | Universitario (UAP)    | 0                     | 1                | 1                |       |                       |                  |                  |                  |                  |  |                       |             |             |             |             |                      |   |         |         |         |         |
|  | Gualberto Villarroel   | 1                     | 4                | 5                |       |                       |                  |                  |                  |                  |  |                       |             |             |             |             |                      |   |         |         |         |         |
|  | Gualberto Villarroel   | 1                     | 4                | 5                |       | Gualberto Villarroel  | 4                | 4                | 8                |                  |  |                       |             |             |             |             |                      |   |         |         |         |         |
|  |                        |                       |                  |                  |       | Gualberto Villarroel  | 4                | 4                | 8                |                  |  |                       |             |             |             |             |                      |   |         |         |         |         |
|  |                        | Real Mizque           | 1                | 1                | 2     |                       |                  |                  |                  |                  |  |                       |             |             |             |             |                      |   |         |         |         |         |
|  | FATIC                  | Real Mizque           | 1                | 1                | 2     | 2                     | 0                | 2 (3)            |                  |                  |  |                       |             |             |             |             |                      |   |         |         |         |         |
|  | FATIC                  |                       |                  |                  |       | 2                     | 0                | 2 (3)            |                  |                  |  |                       |             |             |             |             |                      |   |         |         |         |         |
|  | Real Mizque            | 0                     | 2                | 2 (4)            |       |                       |                  |                  |                  |                  |  |                       |             |             |             |             |                      |   |         |         |         |         |
|  | Real Mizque            | 0                     | 2                | 2 (4)            |       |                       |                  |                  |                  |                  |  | Gualberto Villarroel  | 5           | 4           | 9           |             |                      |   |         |         |         |         |
|  |                        |                       |                  |                  |       |                       |                  |                  |                  |                  |  | Gualberto Villarroel  | 5           | 4           | 9           |             |                      |   |         |         |         |         |
|  |                        | Torre Fuerte          | 1                | 3                | 4     |                       |                  |                  |                  |                  |  |                       |             |             |             |             |                      |   |         |         |         |         |
|  | Pasión Celeste         | Torre Fuerte          | 1                | 3                | 4     | 1                     | 1                | 2                |                  |                  |  |                       |             |             |             |             |                      |   |         |         |         |         |
|  | Pasión Celeste         |                       |                  |                  |       | 1                     | 1                | 2                |                  |                  |  |                       |             |             |             |             |                      |   |         |         |         |         |
|  | Torre Fuerte           | 0                     | 5                | 5                |       |                       |                  |                  |                  |                  |  |                       |             |             |             |             |                      |   |         |         |         |         |
|  | Torre Fuerte           | 0                     | 5                | 5                |       | Torre Fuerte          | 1                | 3                | 4                |                  |  |                       |             |             |             |             |                      |   |         |         |         |         |
|  |                        |                       |                  |                  |       | Torre Fuerte          | 1                | 3                | 4                |                  |  |                       |             |             |             |             |                      |   |         |         |         |         |
|  |                        | 24 de Septiembre      | 1                | 1                | 2     |                       |                  |                  |                  |                  |  |                       |             |             |             |             |                      |   |         |         |         |         |
|  | Universitario del Beni | 24 de Septiembre      | 1                | 1                | 2     | 2                     | 1                | 3                |                  |                  |  |                       |             |             |             |             |                      |   |         |         |         |         |
|  | Universitario del Beni |                       |                  |                  |       | 2                     | 1                | 3                |                  |                  |  |                       |             |             |             |             |                      |   |         |         |         |         |
|  | 24 de Septiembre       | 1                     | 3                | 4                |       |                       |                  |                  |                  |                  |  |                       |             |             |             |             |                      |   |         |         |         |         |
|  | 24 de Septiembre       | 1                     | 3                | 4                |       |                       |                  |                  |                  |                  |  |                       |             |             |             |             | Gualberto Villarroel | 1 | 0       | 1 (4)   |         |         |
|  |                        |                       |                  |                  |       |                       |                  |                  |                  |                  |  |                       |             |             |             |             |                      | 1 | 0       | 1 (4)   |         |         |
|  |                        | San Antonio Bulo Bulo | 0                | 1                | 0 (2) |                       |                  |                  |                  |                  |  |                       |             |             |             |             |                      |   |         |         |         |         |
|  | Totora Real Oruro      | San Antonio Bulo Bulo | 0                | 1                | 0 (2) | 2                     | 0                | 2                |                  |                  |  |                       |             |             |             |             |                      |   |         |         |         |         |
|  | Totora Real Oruro      |                       |                  |                  |       | 2                     | 0                | 2                |                  |                  |  |                       |             |             |             |             |                      |   |         |         |         |         |
|  | San Antonio Bulo Bulo  | 1                     | 5                | 6                |       |                       |                  |                  |                  |                  |  |                       |             |             |             |             |                      |   |         |         |         |         |
|  | San Antonio Bulo Bulo  | 1                     | 5                | 6                |       | San Antonio Bulo Bulo | 2                | 1                | 3                |                  |  |                       |             |             |             |             |                      |   |         |         |         |         |
|  |                        |                       |                  |                  |       | San Antonio Bulo Bulo | 2                | 1                | 3                |                  |  |                       |             |             |             |             |                      |   |         |         |         |         |
|  |                        | Deportivo Municipal   | 2                | 0                | 2     |                       |                  |                  |                  |                  |  |                       |             |             |             |             |                      |   |         |         |         |         |
|  | Nacional Sucre         | Deportivo Municipal   | 2                | 0                | 2     | 1                     | 0                | 1                |                  |                  |  |                       |             |             |             |             |                      |   |         |         |         |         |
|  | Nacional Sucre         |                       |                  |                  |       | 1                     | 0                | 1                |                  |                  |  |                       |             |             |             |             |                      |   |         |         |         |         |
|  | Deportivo Municipal    | 3                     | 2                | 5                |       |                       |                  |                  |                  |                  |  |                       |             |             |             |             |                      |   |         |         |         |         |
|  | Deportivo Municipal    | 3                     | 2                | 5                |       |                       |                  |                  |                  |                  |  | San Antonio Bulo Bulo | 1           | 5           | 6           |             |                      |   |         |         |         |         |
|  |                        |                       |                  |                  |       |                       |                  |                  |                  |                  |  | San Antonio Bulo Bulo | 1           | 5           | 6           |             |                      |   |         |         |         |         |
|  |                        | Ciudad Nueva S.C.     | 1                | 2                | 3     |                       |                  |                  |                  |                  |  |                       |             |             |             |             |                      |   |         |         |         |         |
|  | Atlético Bermejo       | Ciudad Nueva S.C.     | 1                | 2                | 3     | 1                     | 1                | 2                |                  |                  |  |                       |             |             |             |             |                      |   |         |         |         |         |
|  | Atlético Bermejo       |                       |                  |                  |       | 1                     | 1                | 2                |                  |                  |  |                       |             |             |             |             |                      |   |         |         |         |         |
|  | Real Potosí            | 0                     | 3                | 3                |       |                       |                  |                  |                  |                  |  |                       |             |             |             |             |                      |   |         |         |         |         |
|  | Real Potosí            | 0                     | 3                | 3                |       | Real Potosí           | 0                | 2                | 2                |                  |  |                       |             |             |             |             |                      |   |         |         |         |         |
|  |                        |                       |                  |                  |       | Real Potosí           | 0                | 2                | 2                |                  |  |                       |             |             |             |             |                      |   |         |         |         |         |
|  |                        | Ciudad Nueva S.C.     | 3                | 0                | 3     |                       |                  |                  |                  |                  |  |                       |             |             |             |             |                      |   |         |         |         |         |
|  | Deportivo Alemán       | Ciudad Nueva S.C.     | 3                | 0                | 3     | 0                     | 0                | 0                |                  |                  |  |                       |             |             |             |             |                      |   |         |         |         |         |
|  | Deportivo Alemán       |                       |                  |                  |       | 0                     | 0                | 0                |                  |                  |  |                       |             |             |             |             |                      |   |         |         |         |         |
|  | Ciudad Nueva S.C.      | 3                     | 4                | 7                |       |                       |                  |                  |                  |                  |  |                       |             |             |             |             |                      |   |         |         |         |         |

- El equipo que ocupa la primera línea en cada llave definirá la serie como local.

### Octavos de final
Para un mejor detalle véase: Octavos de final.
| Equipo 1               | Agr.         | Equipo 2                                | Ida | Vuelta |
| ---------------------- | ------------ | --------------------------------------- | --- | ------ |
| Universitario (UAP)    | 1–5          | Gualberto Villarroel                    | 0–1 | 1–4    |
| Deportivo FATIC        | 2–2 (3–4 p.) | Real Mizque                             | 2–0 | 0–2    |
| Pasión Celeste         | 2–5          | Torre Fuerte                            | 1–0 | 1–5    |
| Universitario del Beni | 3–4          | 24 de Septiembre                        | 2–1 | 1–3    |
| CDT Real Oruro         | 2–6          | San Antonio Bulo Bulo                   | 2–1 | 0–5    |
| Nacional Sucre         | 1–5          | Deportivo Municipal                     | 1–3 | 0–2    |
| Atlético Bermejo       | 2–3          | Archivo:Icon RealPotosi.png Real Potosí | 1–0 | 1–3    |
| Deportivo Alemán       | 0–7          | Nueva Santa Cruz                        | 0–3 | 0–4    |

### Cuartos de final
Para un mejor detalle véase: Cuartos de final.
| Equipo 1             | Agr. | Equipo 2                                | Ida | Vuelta |
| -------------------- | ---- | --------------------------------------- | --- | ------ |
| Gualberto Villarroel | 8–2  | Real Mizque                             | 4–1 | 4–1    |
| Torre Fuerte         | 4–2  | 24 de septiembre                        | 1–1 | 3–1    |
| Deportivo Municipal  | 2–3  | San Antonio Bulo Bulo                   | 2–2 | 0–1    |
| Nueva Santa Cruz     | 3–2  | Archivo:Icon RealPotosi.png Real Potosí | 3–0 | 0–2    |

### Semifinales
Para un mejor detalle véase: Semifinales.
| Equipo 1              | Agr. | Equipo 2         | Ida | Vuelta |
| --------------------- | ---- | ---------------- | --- | ------ |
| Gualberto Villarroel  | 9–4  | Torre Fuerte     | 5–1 | 4–3    |
| San Antonio Bulo Bulo | 6–3  | Nueva Santa Cruz | 1–1 | 5–2    |

### Final
Para un mejor detalle véase: Final.
| Equipo 1              | Agr.         | Equipo 2             | Ida | Vuelta |
| --------------------- | ------------ | -------------------- | --- | ------ |
| San Antonio Bulo Bulo | 1–1 (2–4 p.) | Gualberto Villarroel | 0–1 | 1–0    |

| |
| |
| Campeón Gualberto Villarroel 1.er título de Copa Simón Bolívar Ascendió a la Primera División 2024 |

## Play-off de ascenso y descenso indirecto

### Libertad  Gran Mamoré - San Antonio Bulo Bulo
| Ida; 13 de diciembre | San Antonio Bulo Bulo | 2:0 | Libertad Gran Mamoré | Félix Capriles, Cochabamba |  |
| 16:00                |                       |     |                      |                            |  |

| Vuelta; 16 de diciembre | Libertad Gran Mamoré | 2:0 (Global 2:2) | San Antonio Bulo Bulo | Estadio Gran Mamoré, Trinidad |  |
| 15:00                   |                      |                  |                       |                               |  |

|                                           |                                                            |
| Libertad Gran Mamoré · Desciende a la ABF | San Antonio Bulo Bulo · Asciende a la División Profesional |

## Estadísticas

### Goleadores
| Jugador         | Equipo               | Goles |
| --------------- | -------------------- | ----- |
| Roler Ferrufino | Gualberto Villarroel | 19    |